# Bremen zur Zeit des Nationalsozialismus
Die Zeit des Nationalsozialismus in Bremen begann mit der Ernennung des NSDAP-Politikers Richard Markert zum Polizeisenator von Bremen am 6. März 1933, einen Tag nach der Reichstagswahl. In der Geschichte der Stadt Bremen war die über zwölf Jahre dauernde NS-Zeit – wie überall im Deutschen Reich – geprägt durch Unterdrückung und Verfolgung von Minderheiten. Die Nationalsozialisten ließen mehrere Arbeitslager errichten, in denen Kriegsgefangene und Anhänger des antifaschistischen Widerstands unter schwersten Bedingungen Zwangsarbeit leisten mussten und dabei zu Hunderten zu Tode kamen.
Die Jahre der NS-Diktatur waren neben der Bremer Franzosenzeit (1810–1813) die einzige Zeit seit 1646, während der die Hansestadt nicht als Bundesland oder freie Stadt existierte, sondern einem Territorium angegliedert war. Dieser Reichsgau Weser-Ems mit einem Reichsstatthalter für Bremen und den Freistaat Oldenburg an der Spitze, der in Personalunion auch NS-Gauleiter Weser-Ems war, hatte seinen Sitz in Oldenburg (Oldb). Im Großdeutschen Reich stand Bremen mit über 354.000 Einwohnern im Mai 1939 auf Rang 19 der Liste der größten deutschen Städte.
Bei den 173 Luftangriffen auf Bremen im Zweiten Weltkrieg kamen mehr als 4000 Menschen ums Leben und große Teile der Stadt wurden zerstört. Mit dem Einmarsch britischer Truppen am 26. April 1945 endete die nationalsozialistische Gewaltherrschaft.

## Politik

### Aufstieg des Nationalsozialismus in Bremen
Am 2. Dezember 1922 wurde die erste Bremer NSDAP-Ortsgruppe im Haus Vor dem Steintor 181 gegründet. Ihre Mitgliederzahl betrug von 1925 bis 1927 zwischen 80 und 100. Die Stadt wurde dem NSDAP-Gau Lüneburg-Stade (ab 1928 Ost-Hannover) unter dem Vorsitz von Bernhard Rust zugeteilt.
Um 1928 erhielt die NSDAP bei den Wahlen zur Bremischen Bürgerschaft nur 1,1 Prozent der Stimmen. Die Ortsgruppe war zerstritten und ihre Vorsitzenden wechselten häufig. Ab September 1928 unterstand sie dem Gau Weser-Ems mit Sitz in Oldenburg (Oldb). Dessen Leiter Carl Röver löste die Bremer Ortsgruppe auf und gründete sie neu. Es wurden drei Parteibezirke in der Stadt gebildet: Neustadt, Ost und West.
Röver ernannte am 11. Dezember 1929 Kurt Thiele zum neuen Ortsgruppenleiter. Unter Thiele wuchs die Bedeutung der Partei in Bremen entsprechend dem Trend im Reich und bedingt durch die beginnende Weltwirtschaftskrise. Anfang 1930 richtete man zehn neue Bezirke in der Stadt ein.
Bei der Reichstagswahl am 14. September 1930 bekam die NSDAP in Bremen 26.137 Stimmen, das entsprach zwölf Prozent der Wähler, im Reich waren es 18,2 Prozent. Vor der Bürgerschaftswahl am 30. November 1930 hielt Hitler am 28. November eine Rede im Veranstaltungszentrum Casino. Die NSDAP hatte in Bremen mittlerweile 1000 Mitglieder, erhielt 25,4 % der Stimmen und konnte mit 32 Abgeordneten in die Bremische Bürgerschaft einziehen. Im Wahlkampf für die Reichstagswahl vom 31. Juli 1932 besuchte Adolf Hitler erneut Bremen, er hielt am 20. Juli 1932 eine Rede im Weserstadion, über die die Bremer Nachrichten am 21. Juli 1932 berichteten. Die NSDAP erhielt 64.691 Stimmen, was einem Anteil von 30,4 Prozent entsprach.
| Wahlergebnisse in Bremen | Bürgerschaft 30.11.1930 | Reichstag 6.11.1932 | Reichstag 5.3.1933 |
| ------------------------ | ----------------------- | ------------------- | ------------------ |
| NSDAP                    | 25,4 %                  | 21,2 %              | 32,6 %             |
| SPD                      | 31,0 %                  | 31,8 %              | 30,4 %             |
| DVP                      | 12,5 %                  | 8,5 %               | 5,4 %              |
| KPD                      | 10,7 %                  | 17,4 %              | 13,2 %             |
| DNVP                     | 5,7 %                   | 18,7 %              | 14,9 %             |
| DStP                     | 4,1 %                   | 1,2 %               | 1,0 %              |
| Zentrum                  | 2,1 %                   | 2,0 %               | 2,3 %              |

Auf den Straßen Bremens kam es vermehrt zu Schlägereien zwischen rechten und linken Gruppen. Dabei starben 1931 zwei Nationalsozialisten. Am 2. Mai 1932 wurde Otto Bernhard zum neuen Ortsgruppenleiter ernannt. Dieser setzte durch, dass die Bremer NS-Ortsgruppe am 1. Juli zu einem NS-Kreis aufgewertet wurde. Die Kreisleitung hatte ihren Sitz zunächst in der Rembertistraße 32, dann im Breitenweg 8 und zuletzt in der Hollerallee 79, dem heutigen Standesamt. Bei der Reichstagswahl Juli 1932 lag das Stimmergebnis in Bremen mit 30,4 % erneut deutlich unter dem reichsweiten Ergebnis von 37,3 %. In den folgenden Wochen wurde überlegt, einen eigenen Parteigau Bremen einzurichten, worüber es zu schweren Auseinandersetzungen mit dem Weser-Ems-Gauleiter Röver kam. Bei der nächsten Reichstagswahl am 6. November, die wegen der instabilen politischen Situation nur vier Monate später stattfanden, erlitt die NSDAP in Bremen einen herben Stimmenverlust und erreichte nur noch 21,2 % (minus 10 %-Punkte), während sie im Reich trotz Verlusten mit 33,6 % (minus 3,7 %-Punkte) stärkste politische Kraft blieb. Hitler kam am 28. Oktober 1932 nach Bremen, um die zerstrittene lokale Parteiorganisation zu disziplinieren.
Bei der Ernennung Adolf Hitlers zum Reichskanzler am 30. Januar 1933 reagierte die Mehrheit der Bremer Bürger zunächst mit Zurückhaltung. Im Zuge der bald danach einsetzenden Propaganda und gleichzeitigen systematischen Verfolgung ihrer politischen Gegner erlebte die NSDAP in Bremen wie im Reich einen gewaltigen Aufschwung.

### Machtergreifung der NSDAP
Die Reichstagswahl am 5. März 1933 machte dies deutlich. Die NSDAP erreichte mit einem Ergebnis von 32,6 Prozent wieder das Niveau vom Juli des Vorjahres. Trotzdem blieb die Partei in Bremen ein weiteres Mal deutlich unter ihrem Ergebnis im gesamten Reich, wo sie 44,5 % der Stimmen erhielt. Im Vorfeld der Wahl, am 2. März 1933, wurde der Sozialdemokrat Johannes Lücke von einem SS-Mann ermordet; er war damit das erste NS-Opfer in Bremen.
Schon am Tag vor den Wahlen forderte der Kreisleiter Otto Bernhard eine Umbildung des Senats und die Auflösung der Bürgerschaft. Einen Tag nach den Wahlen versammelte sich am Vormittag eine große Menschenmenge auf dem Marktplatz, die mit Sprechchören den Rücktritt des Senats verlangte. Demonstranten hängten einige kleine Hakenkreuzfahnen an die Rathausfassade.
Nach Absprache mit dem Senator Wilhelm Kaisen beschloss Bürgermeister Martin Donandt, den Marktplatz von der Polizei räumen zu lassen. Der Polizeioberst Walter Caspari äußerte jedoch Zweifel, dass die Polizisten sich weigern könnten, gegen die Demonstranten vorzugehen. Die Frage erübrigte sich jedoch, da sich die Menge zunächst zerstreut hatte.
In den Nachmittagsstunden fanden sich erneut hunderte Personen ein. Um 15 Uhr zog man eine Hakenkreuzflagge über den Schild des Rolands. Eine Stunde später betrat eine Abordnung der Nationalsozialisten, angeführt von Gauleiter Röver und Kreisleiter Bernhard, das Rathaus und wiederholte ihre Forderungen nach Umbildung des Senats und Auflösung der Bürgerschaft. Für den Fall, dass diese nicht erfüllt werden konnten, trugen sie eine Alternativbedingung vor: Die drei sozialdemokratischen Senatoren sollten ihr Amt aufgeben, und die Polizeigewalt sollte in die Hände der NSDAP gelegt werden. Der Senat gab zunächst nicht nach, verständigte sich aber darauf, die alte Reichsflagge Schwarz-Weiß-Rot zu hissen. Daraufhin traten die SPD-Senatoren Kaisen, Kleemann und Sommer zurück. Da sich der Senat jedoch weigerte, auf weitere Forderungen einzugehen, ernannte der Reichsminister des Innern Wilhelm Frick am Abend Richard Markert zum neuen Bremer Polizeisenator. Daraufhin erklärte sich der Senat umgehend einverstanden, sich aufzulösen, sobald die Bremische Bürgerschaft die verfassungsrechtliche Grundlage dafür geschaffen hätte. Diese Nachricht wurde um 20 Uhr der wartenden Menschenmenge mitgeteilt, und eine Stunde später wehte die Hakenkreuzfahne vom Bremer Rathaus.
Nachdem die Abgeordneten von SPD und KPD bald infolge der Reichstagsbrandverordnung vom 27. Februar in Gefängnisse und Konzentrationslager verschleppt worden waren oder hatten untertauchen müssen, verfügten NSDAP und DNVP über eine absolute Mehrheit in der Bremischen Bürgerschaft.
Schon wenige Tage nach Rücktritt des alten Senats machten etliche der einflussreichen Persönlichkeiten der großbürgerlichen Wirtschaftskreise Bremens beim kommissarisch eingesetzten Bürgermeister Markert ihre Aufwartung und gratulierten ihm zur Amtsübernahme. Unter ihnen waren der Präses der Handelskammer Gustav Scipio, ihr Vizepräses Wilhelm Biedermann, der Direktor der Baumwollbörse Ernst Schier, der Direktor der Dresdner Bank (Bremer Bank) Alfred Hölling sowie Kaffee-Hag-Inhaber Ludwig Roselius und der Direktor der Atlas-Werke Rudolf Blaum. Zahlreiche Glückwunschtelegramme an den neuen Senat von Einzelpersonen sowie von Verbänden verschiedener gesellschaftlicher Gruppen, die im März 1933 datieren, dokumentieren das Bestreben weiter Kreise des Bremer Bürgertums, sich möglichst frühzeitig öffentlich mit den neuen Machthabern zu arrangieren.
Bereits am 16. März hielt Vizepräses Biedermann in der Börsenversammlung der bremischen Kaufmannschaft in Anwesenheit von Vertretern des neuen Senats eine Rede, in der er zunächst ausführlich seine Version der Dolchstoßlegende darlegte, die „Waffenlosigkeit und Wehrlosigkeit [Deutschlands] inmitten eines waffenstarrenden Europa“ betonte und dann erklärte:

„Was den Bemühungen patriotischer Kreise – ich erinnere auch an unseren verdienten Mitbürger Adolf Vinnen – in der Kriegszeit nicht gelungen ist, was die Besten in den folgenden 14 Jahren unter ständigen Demütigungen erhofft haben, ist vom jetzigen Reichskanzler Adolf Hitler in langem zähen Ringen erreicht worden. Ein national denkendes, nach außen selbstbewußtes, im Innern wirtschaftlicher Gesundung und sozialer Gerechtigkeit zustrebendes Deutschland ist neu erwacht.“

Entgegen den tatsächlichen Autarkie-Bestrebungen der neuen Machthaber erklärte er, „daß der Reichskanzler Adolf Hitler die Wichtigkeit eines starken Außenhandels voll erkannt hat und sich nachdrücklich dafür einsetzen will.“ Die am Schluss „lebhafte Zustimmung“ erhaltende Rede schließt er mit der Aufforderung „sich in dieser Stunde erneut zu unserm deutschen Vaterlande, zu seiner ruhmreichen Geschichte und zu dem Glauben an deutsche Kraft und deutsche Weltgeltung zu bekennen“, womit die in Kreisen des einflussreichen Bremer Wirtschaftsbürgertums – wie in der Weimarer Republik im Ganzen – sehr verbreiteten Vorstellungen von einer Beseitigung des „Versailler Friedensdiktats“ und der Aufrüstung zur erneuten deutschen Großmacht endlich konkrete Formen anzunehmen schienen.
Im Zuge der Machtergreifung der Nationalsozialisten musste am 10. April auch der Polizeioberst Caspari zurücktreten, obwohl er sich bei der Demonstration vier Tage zuvor gegen einen Polizeieinsatz ausgesprochen hatte. Als Entschädigung erhob man ihn nachträglich zum Polizeigeneral. Die Absetzung Casparis stieß weithin auf Unverständnis. Auch der Schriftsteller und preußische Generalmajor Paul von Lettow-Vorbeck äußerte offene Kritik.
Im Mai 1933 ernannte Innenminister Frick Gauleiter Carl Röver schließlich zum Reichsstatthalter für Bremen und Oldenburg. Damit hatte das Land Bremen zum ersten Mal seit napoleonischer Zeit seine Unabhängigkeit verloren.

### Verwaltung der NSDAP ab 1933
Anfang März 1933 wurde die Kreisleiterstelle neu besetzt. An die Position Bernhards, der zum Senator ernannt worden war, trat Paul Wegener. Er wurde im Juli 1934 durch Bernhard Blanke abgelöst. Dieser legte fest, dass eine Ortsgruppe mindestens 50 Mitglieder zählen sollte. Tat sie dies nicht, sei sie als Stützpunkt zu bezeichnen. Die Einteilung in Ortsgruppen und Stützpunkte war bereits zwei Jahre zuvor beschlossen worden. Die Zahl der Ortsgruppen und Stützpunkte sollte sich von 29 Ende 1933 auf 56 im Jahre 1939 erhöhen. Jede Ortsgruppe bestand aus einzelnen Zellen, die jeweils vier bis acht Blocks umfassten. Diese Blocks gliederten sich in je 40 bis 60 Hausgemeinschaften.
Am 14. Dezember 1934 erfolgte der dritte größere Besuch Hitlers in Bremen. Es war sein erster offizieller Besuch als Führer und Reichskanzler in der Stadt. Er wohnte dem Stapellauf des Ostasiendampfers Scharnhorst auf der AG Weser bei. Auf dem Rückweg kollidierte sein Sonderzug in Walle mit einem mit Laienschauspielern vollbesetzten Bus, wobei es mehrere Todesopfer gab. Hitler selbst setzte seine Fahrt nach Berlin fort. Knapp fünf Monate später, am 4. Mai 1935, erfolgte Hitlers letzter Besuch in Bremen, bei dem er an einer Probefahrt der Scharnhorst teilnahm. Ein weiterer Besuch in der Hansestadt war für den 1. Juli 1939 geplant. Vorgesehen waren die Einweihung der zwischen Neustadt und Stephaniviertel erbauten Westbrücke (heutige Stephanibrücke), seine Anwesenheit beim Stapellauf des Schweren Kreuzers Lützow sowie eine Rede im Weserstadion. Die kritische außenpolitische Lage verhinderte den Besuch jedoch.
Bei der Gebietsreform von 1939 wurden die nördlichen Ortsgruppen Bremens (Grambke, Burg und Vegesack) zu einem neuen Kreis Bremen-Lesum zusammengefasst, der schließlich 14 Ortsgruppen enthalten sollte. Kreisleiter wurde dort Otto Denker.
Der NS-Gauleiter Weser-Ems Carl Röver starb am 13. Mai 1942. Zu seinem Nachfolger wurde Paul Wegener ernannt, der in Bremen von März 1933 bis Juli 1934 Kreisleiter gewesen war. Wegener setzte den Bremer Kreisleiter Blanke, seinen eigenen Nachfolger, ab und vergab das Amt stattdessen an Max Schümann (der am 25. April 1945 flüchtete). Der Lesumer Kreisleiter Denker wurde am 1. November 1942 durch Karl Busch abgelöst. Die Kreisleitung hatte sich mittlerweile zum Schutz vor Luftangriffen in einen Bunker im Bürgerpark zurückgezogen.
Bremer Kreisleiter:
- 1. Juli 1932–März 1933: Otto Bernhard
- März 1933–Juli 1934: Paul Wegener
- Juli 1934–Mai 1942: Bernhard Blanke
- Mai 1942–April 1945: Max Schümann

Lesumer Kreisleiter
- November 1939–1. November 1942: Otto Denker
- 1. November 1942–25. April 1945: Karl Busch

Bremerhavener Kreisleiter
- um 1930 bis 1934: Julius Lorenzen

## NS-Organisationen
Wie im gesamten Deutschen Reich gab es auch in Bremen zahlreiche nationalsozialistische Organisationen als Mittel zur Gleichschaltung der Bevölkerung. Während der Großteil dieser Gruppen bereits vor der Machtübernahme der Nationalsozialisten im Jahre 1933 als kleine unbedeutende Gruppierungen existiert hatten, wurden einige erst nach der Machtergreifung ins Leben gerufen.

### Sturmabteilung
Die erste nationalsozialistische Gruppe in Bremen war die Sturmabteilung (SA). Sie trat 1926 zum ersten Mal in der Hansestadt in Erscheinung und besaß am Ende des Jahres knapp 40 Mitglieder. Geführt wurde die Gruppe bis 1927 von Friedrich Gravemann, der dann zur KPD wechselte. Sein Nachfolger wurde Hans Haltermann aus Berlin. Unter seiner Führung wuchs die Bremer SA 1927 auf 60 Mann an. Ihre Hauptaufgaben waren der so genannte Saal- und Demonstrationsschutz, den sie oftmals auch mit Gewalt durchsetzte. Ende 1930 übernahm Werner Wegener die Führung der Gruppe, die
im Februar 1930 um eine 44-köpfige Reservetruppe aufgestockt worden war. Die Mitgliederzahl verdoppelte sich in den folgenden Monaten, und 1931 zählte die Organisation in Bremen 700 Mitglieder.
Dem Zuwachs tat auch das Verbot der SA vom 18. April bis zum 18. Juni 1930 keinen Abbruch. Im Gegenteil: Wenige Wochen nach Aufhebung des Verbotes zählte man 1500 Mitglieder. Die Gruppe war jetzt zahlreich genug, um einen Ableger, die Standarte 73 einrichten zu können. Die Bremer SA unterstand der SA-Gruppe Nordsee unter Leitung von Wilhelm Freiherr von Schorlemer, die ihren Sitz ursprünglich in Hannover und seit Anfang 1933 in Bremen (Rembertistraße 32) hatte. Es folgten Umzüge in die Delbrückstraße 18 und anschließend in die Villa Müller-Schall, Hollerallee 75. Die SA-Gruppe Nordsee führte noch andere Zweige in Bremen, die nicht zur dortigen Ortsgruppe gehörten, wie etwa die Brigade 62 Unterweser in der Kohlhökerstraße 61 (später verlegt in die Holleralle 81), die Marinebrigade 2 sowie die Reiter-SA. Nach dem Röhm-Putsch 1934 verlor die SA in Bremen zusehends ihre Macht gegenüber der SS. Sie blieb eine starke und große Gruppe.

### Hitler-Jugend
Anfang 1930 bildete sich in Bremen eine Gruppe der Hitlerjugend (HJ). 1932 stieg die Mitgliederzahl von 150 auf 500 an. Während die Bremer HJ-Gruppe in ihren Anfangsjahren ein Unterbann gewesen war, wurde sie im Oktober 1932 ein Bann, der der Führung des HJ-Gebietes 7 Nordsee (identisch mit dem NSDAP-Gebiet Gau 37 Weser-Ems) in Oldenburg unterstand. Gebietsführer waren u. a. Lühr Hogrefe und Willy Lohel (bis 1945), und für den Bund Deutscher Mädel (BDM) in der HJ Hilde Wenzel. Nach der Machtergreifung erhöhte sich die Mitgliederzahl erheblich durch Neueintritte und die Zwangseingliederung der Bündischen Jugend sowie der Stahlhelmjugend im April 1933. Den Bremer HJ-Bann (HJ-Bann Nr. 75) leiteten u. a. HJ-Oberbannführer Carl Jung, HJ-Bannführer Heinz Wichmann (bis 7. Oktober 1936), HJ-Oberbannführer Herbert Finkentey bis 1941, HJ-Oberbannführer Schröder. Letzter Leiter war HJ-Oberbannführer Johann-Martin Segelken (1914–1991) aus Farge, und zwar vom 24. Februar 1944 bis April 1945. Johann-Martin Segelken war Mitbegründer der NSDAP-Ortsgruppe Farge am 10. Oktober 1931, seit 1. Dezember 1934 ordentliches NSDAP-Mitglied Nr. 3010919, mehrfach verwundeter Oberleutnant der NS-Wehrmacht, und mit dem goldenen HJ-Ehrenzeichen dekoriert. Johann-Martin (und nicht, wie von Herbert Schwarzwälder angegeben, Heinrich) Segelken, NSDAP-Kreisleiter Busch und NSDAP-Mitglied und SA-Hauptsturmführer Oberregierungsrat Fritz Köster wurden am 1. Mai 1945 bei dem zuständigen Kommandeur des 50. Armeekorps, General Rasp, in Wallhöfen bei Osterholz vorstellig, um die kampflose Übergabe von Bremen-Nord an die Engländer zu erwirken. Johann-Martin Segelken wohnte 1947 in Urach/Württemberg und wurde im November 1947 von der Spruchkammer in Nürtingen entnazifiziert (Einstufung in Kategorie III Minderbelasteter, verurteilt zu 3000 RM Bußgeld und drei Monaten Aufräumarbeiten, die er 1948 auf dem elterlichen Bauernhof Rekumer Str.1 ableisten durfte).
Der HJ-Bann 75 umfasste 18 einfache Untergruppen (Stämme), 4 Marine-Stämme, 3 Flieger Stämme, 1 Flieger-Gefolgschaft, 4 Motor-Stämme und 4 Nachrichten-Gefolgschaften. Die Marine-HJ unterhielt ein Schiff an der Kaiserbrücke. Ab 1938 war die Mitgliedschaft in der Staatsjugend zur Pflicht. Die Wehrertüchtigung war ab 1939 eine zentrale Aufgabe. Bei der Kinderlandverschickung seit 1941 versuchte die HJ einen Vorrang zu erreichen. HJ-Mitglieder waren als Flakhelfer im Einsatz, was zu Konflikten mit den Schulen führte. Seit 1944 war die HJ im Schanzdienst an der Nordseeküste eingesetzt. Nach dem verheerenden Bombenangriff der Alliierten auf Bremen in der Nacht vom 18. auf den 19. August 1944 plakatierte die Hitlerjugend am nächsten Tag Durchhalteparolen: „Die Bremer Hitler-Jugend antwortet Mr. Churchill: Wir marschieren für Hitler durch Nacht und Not.“ Ab Oktober 1944 war die HJ als das dritte Aufgebot beim Volkssturm beim Bau von Panzersperren eingesetzt.
Das Deutsche Jungvolk (DJ) war seit 1931 eine Jugendorganisation der Hitler-Jugend für Jungen zwischen 10 und 14 Jahren, die Pimpfe genannt wurden. Der Übergang von DJ zur HJ wurde jährlich bis 1944 feierlich gestaltet.

### Nationalsozialistischer Lehrerbund
Der Nationalsozialistische Lehrerbund (NSLB) hatte bereits 1930 eine kleine Ortsgruppe in Bremen gebildet, die allerdings vorerst bedeutungslos blieb. Ihr Vorsitzender war Walther Kreikemeyer. Ab 1933 wuchs der Einfluss des NSLB auf das Bremer Schulleben. Die Mitglieder vertraten die NS-Ideologie an den Schulen und sorgten dafür, dass Lehrer, die das System möglicherweise nicht unterstützten, entlassen wurden.
Das Gesetz zur Wiederherstellung des Berufsbeamtentums vom 11. April 1933 schloss zudem alle sogenannten Nichtarier vom Staatsdienst aus.
Außerdem betrieb der NSLB später in Kooperation mit der NSV die Kinderlandverschickung. Kreikemeyer wurde noch 1933 zum Gauobmann und 1934 zum Kreisamtsleiter ernannt. Der Hauptsitz der Vereinigung, die Kreisverwaltung, befand sich am Domshof, bevor man 1942 aufgrund von Zerstörungen durch alliierte Luftangriffe dazu gezwungen war, in das Haus Schüsselkorb 3 umzuziehen.

### Nationalsozialistische Betriebszellenorganisation
Auch in Bremen bildete sich, wie überall im Reich, zu Beginn der 1930er Jahre die Nationalsozialistische Betriebszellenorganisation (NSBO). Die Gründung in der Hansestadt erfolgte im Januar 1931. Sie fungierte in den Betrieben als Gewerkschaft. Bereits 1932 zählte die Bremer NSBO knapp 1500 Mitglieder. Einen Aufschwung erlebte die NSBO durch die Machtergreifung der Nationalsozialisten 1933. So konnte sie etwa bei den Bremer Betriebsratswahlen im März des gleichen Jahres bereits 25 Prozent der Stimmen auf sich vereinen. Die Feiern zum Tag der Arbeit (1. Mai) wurden von ihr organisiert, nachdem einige ihrer Mitglieder bereits am 18. April für kurze Zeit das Gewerkschaftshaus besetzt hatten. Eine erneute Besetzung erfolgte am 2. Mai. Dabei wurden die Gewerkschaftsführer durch NSBO-Funktionäre ersetzt und die einzelnen Gewerkschaften zur Deutschen Arbeitsfront (DAF) gleichgeschaltet. Die DAF besaß im Juni 1933 in Bremen bereits gut 12.000 Mitglieder und hatte im Mai 1934 27 Ortsgruppen, die in Betriebszellen, Straßenzellen und Straßenblockzellen unterteilt waren. Im Herbst 1934 wurde die Berufsschule der DAF mit Sitz Am Wall 179 gegründet, die zwei Jahre später in Reinhold Muchow-Schule umbenannt wurde. Die Organisation, der 1938 bereits 53 Bremer Ortsverwaltungen angehörten, besaß ein großes Netz an Untergruppen, mit denen sie versuchte, sämtliche Betriebe zu kontrollieren. In den Kriegsjahren oblag der DAF sowohl die Aufsicht über die Arbeitslager der Kriegsgefangenen in Bremen als auch über die Arbeit der Frauen in den Fabriken. Die letzte Propagandaveranstaltung der Deutschen Arbeitsfront in Bremen fand am 18. Januar 1945 in der Glocke statt.

### Schutzstaffel
Am 15. Mai 1931 wurde aus 30 Bremer SA-Mitgliedern durch eine Verfügung des Führers der SA-Untergruppe Weser-Ems (Dienstsitz Oldenburg), SA-Oberführer Otto Herzog die ersten Bremer Schutzstaffel (SS) gebildet. 1931 übernahm Otto Löblich die Führung des neuen SS-Sturms. Die Stadt wurde 1932 Sitz des Sturmbanns II/24, der seinen Sitz im Herdentorsteinweg 37 hatte. Allerdings wurde dieser später ausgelagert. 1933 zählte die SS in Bremen bereits 200 Mitglieder. Bremen war Hauptstützpunkt des Abschnitts XIV. Die Abschnittszentrale lag zunächst in der Lothringer Straße, dann in der Rembertistraße 18 und seit 1936 im Haus Riensberg, dem heutigen Focke-Museum. Die Bremer SS hatte die Kontrolle über die Standarte 88. Im Zweiten Weltkrieg waren viele SS-Mitglieder zum Militär eingezogen, weshalb der Einfluss der Organisation in diesen Jahren schwand.
In Das Große Bremen-Lexikon gibt Herbert Schwarzwälder an, es habe „zahlreiche Repräsentanten der bremischen Wirtschaft [gegeben], die Fördernde Mitglieder der SS waren“.

### Nationalsozialistische Volkswohlfahrt
Die Nationalsozialistische Volkswohlfahrt (NSV) hatte, nachdem sie 1933 als Fürsorgeorganisation der NSDAP gegründet worden war, ihren Bremer Hauptsitz im Haus Schüsselkorb drei. Im Wesentlichen übernahm sie Wohlfahrtsaufgaben, die vorher kirchliche Organisationen ausgeführt hatten. Im Krieg sammelte sie Spenden, organisierte die Kinderlandverschickung, kümmerte sich um Flüchtlinge und Ausgebombte und richtete Volksküchen ein. 1940 zog die Hauptdienststelle in die Rockwinkler Landstraße 69, den sogenannten Hartmannshof, um.

### Nationalsozialistisches Kraftfahrkorps
In der Delbrückstraße Nummer 18 befand sich der Sitz der Motorgruppe Nordsee des 1934 aus der Motor-SA ausgegliederten Nationalsozialistischen Kraftfahrkorps (NSKK). Ihr Einflussgebiet war der NSDAP-Gau Weser-Ems. Die Gruppe verfügte über die Motorbrigade 62 in der General-Ludendorff-Straße Nummer 132. Im Bremer Ortsteil Strom führte der NSKK eine Motorsportschule.

## Staat und Regierung

### Senat
Nach dem Gesamtrücktritt des Senats vom 15. März 1933 bildete sich am 18. März ein neuer Senat unter Richard Markert (NSDAP) (Vertreter Otto Flohr (DNVP)) bestehend aus sechs Senatoren von der NSDAP und drei von der Deutschnationalen Volkspartei (DNVP).
Walter Caspari, einst als Polizeisenator von der NSDAP vorgesehen, musste als Polizeichef seinen Abschied nehmen. Das Amt des Senators für Recht, Polizei und innere Verfassung wurde zunächst am 8. März rechtswidrig vom Reichsminister des Innern Wilhelm Frick dem Regierenden Bürgermeister Markert übertragen und ab 18. März dem SA-Sturmbannführer Theodor Laue (NSDAP).
Am 11. April 1933 erhielten die Senatoren die Ressortverantwortlichkeit und die Deputationen wurden aufgelöst. Rechtsgelehrte konnten ohne den bisherigen Wahlausschuss vom Senat ernannt werden.
Durch das Landesverwaltungsgesetz von 1. Oktober 1933 wurde aus dem Präsidenten des kollegialen Senats ein Regierender Bürgermeister mit Richtlinienkompetenz. Die nunmehr fünf Ressorts (Wirtschaft, Finanzen, Bildung, Inneres sowie Justiz, Arbeit, Technik und Wohlfahrt) wurden durch sechs Senatoren geführt.

### Bürgermeister
Seit der Machtergreifung der Nationalsozialisten gab es ab 1. Oktober 1933 in Bremen einen Regierenden Bürgermeister. Der Zusatz Regierender sollte seine führende Stellung im eher machtlosen Senat betonen. Die Bürgermeister der Zeit von 1933 bis 1945 waren alle Mitglieder der NSDAP:
- 18. März 1933–23. Oktober 1934: Ernst Otto Richard Markert (18. März–30. September 1933 kommissarisch)
- 29. Oktober 1934–16. April 1937: Karl Hermann Otto Heider
- 16. April 1937–16. Juni 1944: Johann Heinrich Böhmcker
- 1. Juli 1944–26. April 1945: Richard Duckwitz, kommissarisch

### Bremer Staatsrat
Am 1. August 1933 wurde zusätzlich ein machtloser, selten tagender Bremer Staatsrat mit bis zu zwanzig Mitgliedern zur Beratung des Senats eingerichtet. Die zumeist politischen NS-, SA- und SS-Mitglieder (u. a. NS-Politiker Kurt Thiele (1933–1942 ?), SS-Polizeiführer Alfred Rodenbücher (nur 1933), NS-Kreisleiter Julius Lorenzen, SA-Führer Horst Raecke (1935/36)) wurden durch einige konservative Vertreter (Senator a. D. Erich Vagts DNVP, 1933–1945), Landesbischof Heinrich Weidemann, General Paul von Lettow-Vorbeck, Kaufmann Senator a. D. Hermann Ritter (1933–1945), Kaufmann Karl Lindemann, Präses der Handelskammer Karl Bollmeyer (1939–1945) ergänzt.

### Machtübernahme und Gleichschaltung
Durch das Ermächtigungsgesetz vom 23. März 1933 konnte die Reichsregierung entgegen der Reichsverfassung auch die föderalen Strukturen des Reiches ändern. Die Gleichschaltung im Reich erfasste auch die Länder. Durch das erste Gleichschaltungsgesetz vom 31. März 1933 ging zudem das Recht zur Landesgesetzgebung vom Landtag auf die Landesregierungen über.
Widerstände bei der Machtübernahme in Bremerhaven wurden bis zum 28. März 1933 gebrochen, als Bremens Bürgermeister Markert Oberbürgermeister Waldemar Becké (Deutsche Staatspartei) kurzerhand entließ und unrechtmäßig den NS-Kreisleiter Julius Lorenzen (NSDAP) zum kommissarischen Oberbürgermeister ernannte. Theatralisch besetzte die NS-Hilfpolizei das Stadthaus. Auch in Vegesack wurde von Markert der Bürgermeister Werner Wittgenstein (Deutsche Staatspartei) am 29. März entlassen und der Stadtrat SA-Sturmführer Westphal zum kommissarischen Bürgermeister ernannt. In den bremischen Landgemeinden wurden die SPD-Gemeindevorsteher am 18. März entlassen.
Die Gleichschaltung vollzog sich dann problemlos auch in den Stadtgemeinden Bremerhaven und Vegesack sowie in den Landgemeinden auf der Grundlage des Gleichschaltungsgesetzes vom 31. März und die vom Senat erlassene Gesetze vom 15. Mai und 30. Juni 1933. In den beiden Städten wurde die Magistrats- durch eine Bürgermeisterverfassung abgelöst und die Bürgermeister konnten vom Bremer Regierenden Bürgermeister ernannt werden. Die SPD wurde am 15. Mai aus der Stadtvertretung ausgeschlossen.
Im benachbarten preußischen Wesermünde, in dem noch die SPD die stärkste Partei war, wurden die SPD-Bürgervorsteher am 29. März 1933 aus ihren Ämtern entfernt. Oberbürgermeister Walter Delius (Deutsche Volkspartei) verblieb bis 1945 in seinem Amt. Er wurde nach 1933 Mitglied der NSDAP.

### Bürgerschaft
Die Bürgerschaft beschränkte sich unter ihrem Präsidenten Kurt Thiele (NSDAP) lediglich auf eine beratende Funktion. Die SPD wurde am 7. Juli durch Verordnung ausgeschlossen. Am 14. Oktober 1933 löste die Reichsregierung alle Länderparlamente auf und übertrug die Aufgaben den Länderregierungen. Am 30. Januar 1934 wurden durch das Gesetz über den Neuaufbau des Reiches alle Volksvertretungen endgültig beseitigt.

### Reichsstatthalter
Mit dem Zweiten Gesetz zur Gleichschaltung der Länder mit dem Reich vom 7. April 1933, dem Reichsstatthaltergesetz, wurde die Selbstständigkeit der Länder weiter aufgelöst. Bremen und Hamburg gelang es nicht, eine hanseatische Statthalterschaft mit Hamburg und Lübeck zu etablieren. Das Reichsministerium des Innern setzte im Einvernehmen mit Markert und dem Senat durch, dass der Gauleiter im Gau Weser-Ems Carl Röver (NSDAP) am 8. Mai zum gemeinsamen Reichsstatthalter für Oldenburg (Land) und Bremen ernannt wurde. Die Stadt Oldenburg und nicht Bremen wurde Sitz des Statthalters und Bremen musste am 13. Mai den Einzug von Röver in Bremen „huldigen“.
Machtkampf
Ab März 1934 kam es zunehmend zu Konflikten zwischen Bürgermeister Markert und dem grobschlächtigen Statthalter Röver, insbesondere als dieser forderte, dass Bremen ein Regierungsbezirk im Gebiet Weser-Ems werden sollte. Markert versuchte den Einfluss des NSDAP-Gauleiters Röver auf Bremen zu schwächen. Der Streit mit Parteigerichtsverfahren und gegenseitigen Anschuldigungen führte dazu, dass Hitler den Reichsminister Hanns Kerrl als Schiedsrichter nach Bremen entsandte. Markert wurde am 23. Oktober 1934 abgesetzt. Sein Nachfolger wurde der bisherige Senator Karl Hermann Otto Heider (NSDAP).

### Hitler-Besuche in Bremen
- Nov. 1930: Am 28. November 1930 war Adolf Hitler zum ersten Mal in Bremen. Er sprach im Casino im Hinblick auf die Bürgerschaftswahl vom 30. November. Die Bremer Nachrichten berichteten am 28. und am 29. November 1930.
- Juli 1932: Anlass für seine zweite (und letzte) Rede in Bremen am 20. Juli 1932 war die Reichstagswahl am 31. Juli 1932. Die Bremer Nachrichten berichten darüber am 21. Juli 1932.
- Okt. 1932: Hitler kam am 28. Oktober 1932 nach Bremen, um die zerstrittene lokale Parteiorganisation zu disziplinieren.
- Dez. 1934: Zum Besuch der AG-Weser-Werft; im Hauptbahnhof erwarteten ihn Zehntausende. Die Kinder erhielten schulfrei, die Geschäfte waren geschlossen, die Gebäude waren beflaggt.[18][19]
- Juli 1939: Einen aufwändig vorbereiteten Besuch am 1. Juli 1939, bei dem Hitler die neue Westbrücke auf den Namen Adolf-Hitler-Brücke taufen und am Stapellauf des schweren Kreuzers Lützow teilnehmen sollte, sagte er kurzfristig „aus außenpolitischen Gründen“ ab.

### Gerichte
Wie im gesamten Deutschen Reich wurde die Gerichtsbarkeit auch in Bremen stark vereinfacht und vereinheitlicht. Dadurch fielen ab 1939 mehrere Gerichte zum Teil oder auch vollständig weg.
Mit einem Gesetz vom 14. September 1933 wurde ein Oberverwaltungsgericht in der Stadt eingerichtet. Die Justizkontrolle der Nationalsozialisten führte zu einem Bruch mit einer bremischen Tradition. Bis dato waren die Präsidenten des Landgerichts Bremen in der Selbstverwaltung der Richterschaft durch das Vertrauen der Mitrichter ins Amt gewählt worden. Nachdem allerdings Adolf Meyer am 31. März 1936 in den Ruhestand getreten war, wurde sein Nachfolger Karl Rüther direkt von Roland Freisler, dem damaligen Staatssekretär des Reichsjustizministeriums und späteren Präsidenten des Volksgerichtshofs, ernannt.
Am 28. August 1939 kam es zur Verabschiedung des Erlasses über die Vereinfachung der Verwaltung. Dieser hatte für Bremen nennenswerte Folgen. Zum einen wurde in der Folge das Finanzgericht Bremen, welches mit Beamten der Finanzämter besetzt war, aufgelöst und zum anderen besagte Abschnitt IV Absatz 2 der Verordnung, dass es im Ermessen der zuständigen Verwaltung liege, ob ein verwaltungsgerichtliches Verfahren stattfinden solle. Da die Verwaltung dies oftmals nicht für nötig hielt, gingen beim Verwaltungsgericht kaum noch Einträge oder Klagen ein. Es blieb zwar bestehen, es gab jedoch nur noch sehr selten Verhandlungen. Das Amtsgericht Bremen wurde 1943 aufgelöst und aufgeteilt.

#### Sondergerichte

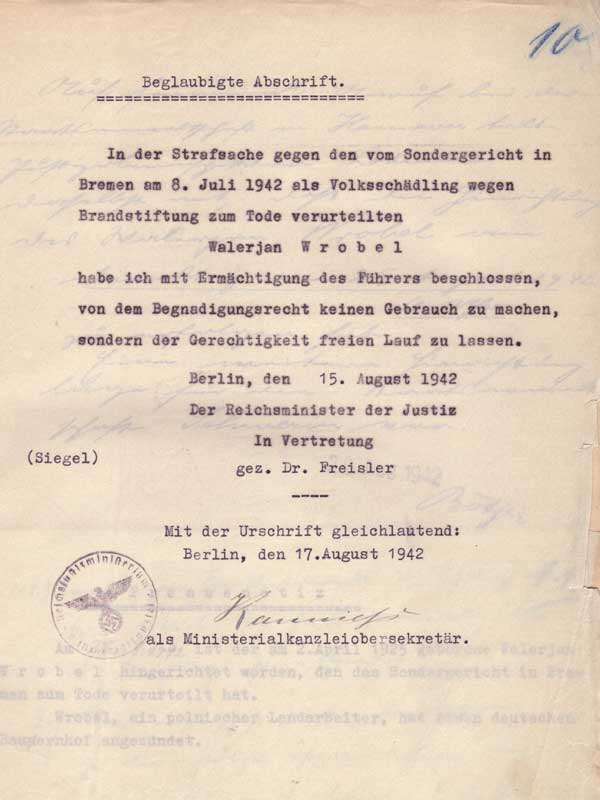
Die Nichtbegnadigungsschrift des durch das Bremer Sondergericht am 8. Juli 1942 zum Tode verurteilten Walerian Wróbel.

Am 15. März 1940 richtete man beim Landgericht Bremen ein Sondergericht ein. Dessen nominellen Vorsitz übernahm der Landgerichtspräsident Karl Rüther. Sein Vertreter war der Landgerichtsdirektor Emil Warneken, der in der Regel die Sitzungen des Gerichts leitete. Bei den Verhandlungen, die in der Regel gut zwei Monate dauerten und öffentlich gehalten wurden, waren ein Vorsitzender, zwei richterliche Beisitzer und ein Anklagevertreter anwesend. Die Anklagebehörde führte Eduard Loose. Dem Sondergericht war eine spezielle Abteilung der Staatsanwaltschaft unter Leitung des Ersten Staatsanwaltes Waldemar Seidel zugeordnet.
Dem Sondergericht Bremen oblag die Klärung bestimmter Gesetzeszuwiderhandlungen in den Zeiten des Krieges, wie etwa das Hören von Feindsendern und kritische Äußerungen gegen den Staat oder seine Führung (siehe Heimtückegesetz), Straftaten unter Ausnutzung der Verdunklungspflicht, Plünderungen nach Luftangriffen und Diebstahl bei der Post und der Eisenbahn (jeweils nach der Verordnung gegen Volksschädlinge), Verstöße gegen die Lebensmittelrationierung sowie der verbotene Umgang mit Kriegsgefangenen. Zwar stand den Angeklagten ein Verteidiger zu, trotzdem wurde meist harte Urteile verhängt. Eine Wiederaufnahme der Verfahren war möglich, sie wurde aber äußerst selten angewendet; auch zugelassene Begnadigungsgesuche der Verurteilten hatten kaum Erfolg.
Von 1940 bis 1945 wurden vor dem Sondergericht, das im Landgerichtsgebäude an der Domsheide 16 tagte, 911 Personen in 536 Verfahren angeklagt. 108 Freisprüchen, 83 Geldstrafen, 700 Freiheitsstrafen und vier Begnadigungen standen 55 Todesurteile gegenüber, von denen 43 vollstreckt wurden – zumeist im Gefängnis des Oberlandesgerichts Hamburg und in Bremen angekündigt durch rote Plakate. Für Gewöhnlich wurden Todesurteile nur gegen sogenannte „Volksschädlinge“ ausgesprochen. Ab 1943 waren die Strafgesetze mit Blick auf den sich intensivierenden Bombenkrieg und die schlechte Allgemeinlage massiv verschärft worden, um abschreckende Beispiele zu schaffen. Weithin bekannt wurde das Todesurteil gegen den 17-jährigen Walerjan Wrobel, woran eine Gedenktafel erinnert.
Die letzte Gerichtsverhandlung fand am 24. April 1945, also drei Tage vor dem Einmarsch der Alliierten, statt. Drei Tage später lösten die Briten alle deutschen Gerichte auf.

### Polizei
Der Senator für innere Verwaltung war von 1933 bis 1937 Theodor Laue (NSDAP) und von 1939 bis 1945 Hans-Joachim Fischer (seit 1931 NSDAP). Sein Vertreter Georg Pott (seit 1933 NSDAP) war für die Leitung der Polizeidirektion zuständig.
1936 verband Hitler durch Erlass das Parteiamt Reichsführer SS mit dem neuen Staatsamt Chef der Polizei im Reichsinnenministerium. Heinrich Himmler nahm das Amt wahr und bildete zunächst die beiden Hauptabteilungen Ordnungspolizei (OrPo) mit SS-Obergruppenführer Kurt Daluege und Sicherheitspolizei (Sipo) mit SS-Obergruppenführer Reinhard Heydrich als deren Leiter. Für Bremen war der Höhere SS- und Polizeiführer (HSSuPF) in Hamburg zuständig.
Die Polizeistellen in Bremen unterstanden dienstrechtlich dem Bremer Senator. Der Reichsführer SS und seine Dienststellen konnten der Bremer Polizei Weisungen erteilen.
1938 wurde durch ein Polizeigesetz des Senats einem Polizeipräsidenten (SS-Oberführer Curt Ludwig bis 1941) die Befugnisse der bisherigen Polizeidirektion übertragen. Polizeioberst Johannes Schroers (seit 1933 NSDAP) wurde 1938 Kommandeur der Schutzpolizei.
Die Staatspolizei, ab Oktober 1935 Geheime Staatspolizei (Gestapo) war formell dem Innensenator unterstellt mit Weisungsrechten des Reichsführers SS, seit 1939 vertreten durch das Reichssicherheitshauptamt (RSHA).
Der Sicherheitsdienst des Reichsführers SS (SD), ab 1935 auch staatliche Dienststelle, war im Reich eine unabhängige Stelle mit nachrichtendienstlichen Aufgaben. Auch der SD war seit 1939 Teil des RSHA.

### Kultur

#### Schulwesen
Der konservative, rassenfanatische Schulsenator Richard von Hoff (NSDAP) behielt den 1932 ernannten liberalen Schulreformer Karl Kurz als Landesschulrat. 1933 wurden 44 kommunistische und sozialdemokratische Lehrer entlassen und weitere Lehrer beurlaubt oder strafversetzt. Die von jungen sozialdemokratischen Lehrern getragenen drei Versuchsschulen in Bremen wurden geschlossen. Mehrere Schulleiter verloren ihre Leitungsfunktionen. Der Bremische Lehrerbund wurde in den NS-Lehrerbund überführt und der NSLB verstärkt seinen Einfluss. Waren 1933 nur 52 (=3 %) Lehrer in der NSDAP; 1937 waren 633 Lehrer auch Parteigenossen. Nach und nach rückten NS-Schulräte in die Behörde ein. 1933/34 wurde Vererbungslehre und Rassenhygiene Unterrichtsgegenstand. Der Hitlergruß wurde verbindlich. 1934 ersetzte das Reichslesebuch als NS-Fassung die alte Roland-Fibel in den Volksschulen. Für höhere Schulen wurde das Geschichtsbuch Volk und Führer eingeführt. Auf dem Schulhof wurde die regelmäßige Flaggenehrung eingeführt und Hitlerreden per Lautsprecher übertragen. Die plattdeutsche Sprache sollte durch Unterrichtsstunden gepflegt werden. Bis Ende 1934 nahmen dann viele NS-Pädagogen wichtige Positionen als Ober- und Bezirksschulräte in der Schulverwaltung und als Schulleiter ein.
1936 wurde Englisch zur ersten Fremdsprache im Lehrplan. Durch Erlass des Reichsministers für Wissenschaft, Erziehung und Volksbildung erhielten 1937 die Gymnasien die einheitliche Bezeichnung Oberschule. Nur das altsprachliche Alte Gymnasium behielt seinen Namen. 1938 erhielten die Oberschulen einen Namenspatron wie vom NS-Opfer Horst Wessel, Kolonialist Carl Peters, General Lettow-Vorbeck, Kapitän Paul König, Afrikaforscher Rohlfs oder Kolonialkaufmann Lüderitz. Die beiden katholischen privaten Schulen wurden 1938 staatlich.
Während des Zweiten Weltkriegs absolvierten Schüler der Oberklassen zunehmend das Notabitur, um dann Soldaten zu werden. Über tausend Schüler mussten statt Unterricht Hilfsdienste für die Hitlerjugend (HJ) leisten und Wach- und Botendienste für Polizei und Partei und für die Wehrmacht als HJ-Marinehelfer, Flakhelfer und Luftwaffenhelfer. Seit 1941/42, mussten Kinder zunehmend aus dem bombenbedrohten Bremen evakuiert werden. Durch die Kinderlandverschickung wurden über 5000 Kinder verschickt. Ende 1944 mussten Schanzarbeiten um Bremen von Schülern geleistet werden. In Volkssturm und Wehrmacht wurden zudem die Jugendlichen der Jahrgänge 1925 bis 1928 eingesetzt.

#### Kultureinrichtungen
- Kunsthochschule: Eine wichtige Veränderung bei der Kunstpolitik war 1934 die Umwandlung der Staatlichen Kunstgewerbeschule. zur Nordischen Kunsthochschule. Sie sollte „schöpfend aus dem Urgrunde deutsch-nordischen Volkstums, mitarbeiten am Aufbau arteigener Kultur“ im NS-Staat.
- Museen: Beim Städtische Museum für Natur-, Völker- und Handelskunde (heute Übersee-Museum) wurde Direktor Hugo Schauinsland 1933 unter unwürdigen Umständen entlassen. Unter seinem Nachfolger Carl Friedrich Roewer hieß das Museum zunächst Staatliches Museum für Natur-, Völker- und Handelskunde, ab 1935 dann Deutsches Kolonial- und Übersee-Museum mit Spezialausstellungen auch zu den Kolonien und zur Rassenkunde.
- Bibliotheken: Die Gewerkschaftsbibliothek (Arbeiter-Zentralbibliothek) im Volkshaus wurde 1933 von der NS-Organisation Deutsche Arbeitsfront übernommen. Der Verein Lesehalle in Bremen wurde am 19. Mai 1933 aufgelöst und der Leiter Arthur Heidenhain (1862–1941) zum Jahresende 1933 in den Ruhestand versetzt. Die Bibliothek der Lesehalle, die bereits 1922 ihr eigenes Gebäude aufgeben musste, befand sich im Kellergeschoss der damaligen Staatsbibliothek Bremen am Breitenweg. Mit der Machtübernahme der Nationalsozialisten wurde dort auch die Arbeiter-Zentralbibliothek und als auch die Bücherei des Winterhilfswerks untergebracht als Arbeitsgemeinschaft Volksbücherei. Unter der Leitung von Hinrich Knittermeyer wurden alle Bestände im Sinne der nationalsozialistischen Ideologie „gesäubert“, das heißt sozialistische und kritische Literatur sowie Werke von Autorinnen und Autoren jüdischer Herkunft entfernt. 1936 erfolgte die Umbenennung in Volksbüchereien und die Ernennung des NS-Aktivisten Kurd Schulz zum Leiter. In dessen Amtszeit kommt es zur von ihm wie schon zuvor in Thüringen weiter aktiv betriebenen „Säuberung“ der Bestände und „Ersatz“ vorzugsweise durch Bauern- und Heimatromane. Die von ihm vorangetriebenene Modernisierung der Bibliothekseinrichtungen stellt er „als Instrument nationalsozialistischer Willensbildung und Schulung“ heraus.[22][23]

## Kirche
Die Kirche begrüßte durch Fahnen, Glockengeläute, Festgottesdienste und Reden „die neue Zeit“.
Sie erklärte 1933, dass die offizielle Kirche „voll und ganz hinter den Bestrebungen unserer regierenden Männer, unser Volk zur Einigung zu führen“, stehe. Viele Pastoren widerstrebte es aber sich politisch für die NSDAP einzusetzen. Domprediger Heinrich Weidemann (NSDAP seit 1933) jedoch forderte am 25. April 1933 die Kirche auf, sich von allem jüdischen zu befreien. 36 von 51 Pastoren begrüßten drei Tage danach „die neue Zeit“ und eine evangelische Deutsche Reichskirche. Im September 1933 wurde die Bremische Evangelische Kirche in die Reichskirche eingegliedert. 1934 ernannte der Reichsbischof Ludwig Müller (NSDAP) Weidemann zum Landesbischof von Bremen. Bei der Gleichschaltung der deutschen Kirche wurde auch hier das „Führerprinzip“ eingeführt.
Pastor Gustav Greiffenhagen von der St.-Stephani-Kirche in Bremen und seine Gemeinde standen im Widerspruch zur offiziellen Kirche. Die Stephanigemeinde protestiert gegen die Einrichtung der Reichskirche und im September 1933 schlossen sich elf Kirchengemeinden (u. a. St. Wilhadi in Utbremen) dem Protest an. Das Führerprinzip wurde von ihnen abgelehnt. Greiffenhagen war in Bremen 1934 Gründungsmitglied der Bekennenden Kirche, zu der sich neun Pastoren in Bremen bekannten. Die ev. Kirche zerfiel in Gruppen, wie die der Deutschen Christen um Weidemann oder der Bekennenden Christen als Opposition sowie anderer Richtungen. Im Juli 1934 wurde Greiffenhagen die Amtsausübung untersagt. Zeitweise wurde er von den Nationalsozialisten in Schutzhaft genommen. Er fand die Unterstützung vieler Gemeindemitglieder und Pastoren.
Die katholische Kirche hatte keine Schwierigkeiten. Im September 1933 sagte der Bischof von Osnabrück Wilhelm Berning in Bremen: „Wir deutschen Katholiken lieben unsern neuen Staat und stehen in Treue zu ihm.“ Die katholischen Privatschulen durften unter strenger Staatsaufsicht zunächst verbleiben. Der kirchenfeindliche Bürgermeister Heinrich Böhmcker erreichte 1938, dass die beiden katholischen Schulen 1938 staatlich wurden.
Die Kirchenfeindlichkeit bei den Herrschenden aber auch in der Bevölkerung verbunden mit Kirchenaustritten nahm zu. Im Herbst 1935 trennte sich Weidemann von den Deutschen Christen und gründete die Bewegung Kommende Kirche, die für ein „entjudetes“ „Volkstum“ eintrat. Die Benennung zweier Kirchen in Bremen nach Reichspräsidenten Hindenburg und SA-Führer Horst Wessel wurde von den Nationalsozialisten sogar abgelehnt. Zwischen Reichskirchenminister Hanns Kerrl (NSDAP) und dem radikalen Landesbischof Weidemann gab es erhebliche Spannungen, so dass Kerrl schon 1936 Weidemann aus diesem Amt entfernen wollte. 1938 wurde Weidemann aus der NSDAP ausgeschlossen, 1941 als Landesbischof und 1942 aus den Bremer Staatsrat entlassen.
Zur Judenpolitik schwiegen alle kirchlichen Kreise. Evangelische Kirchenvertreter setzten sich vereinzelt jedoch für getaufte Juden ein.

## Militär
Die Wehrmacht war infolge der vom NS-Regime betriebenen Aufrüstung ab 1935 auch in Bremen vertreten. Der Stab der 22. Infanterie-Division befand sich in der Rembertistraße 28. Die Kaserne an der Stader Straße beherbergte das III. Bataillon des Infanterieregimentes 65, wie auch die Nebelabteilung 2. Die Panzerabwehrabteilung 22, das Artillerie-Regiment 58 und die Nachrichtenabteilung 22 waren in der Kaserne am Niedersachsendamm links der Weser untergebracht. Die einzelnen Standorte waren vor dem Krieg relativ festgelegt, wurden von 1939 bis 1945 allerdings in regelmäßigen Abständen verändert und gewechselt. Die Kriegsmarine hatte ihren Bremer Sitz in der Bahnhofsstraße 32, und der Luftwaffe stand ein Areal am Bremer Flughafen zu.

## Alltag von 1933 bis 1939
Knapp elf Monate nach der „Machtergreifung“ der Nationalsozialisten wurde am 25. November 1933 mit dem Bau einer Autobahn in Bremen begonnen. Der erste Spatenstich wurde mit viel Propagandaaufwand begangen und der Bau als gelungene Arbeitsbeschaffungsmaßnahme dargestellt. Tatsächlich setzte man zum Bau in der Mehrheit Notstandsarbeiter ein. Derartige Maßnahmen wurden gemäß dem Gesetz über Arbeitsvermittlung und Arbeitslosenversicherung vom Juli 1927 von der Reichsanstalt mit Darlehen und Zuschüssen gefördert, wenn die Arbeiten im öffentlichen Interesse lagen. Gab es im April 1931 im Arbeitsamtbezirk Bremen noch 467 Notstandsarbeiter, sank ihre Zahl bis zum 31. März 1932 auf vier. Die Nationalsozialisten brauchten sie jedoch, um ihre ehrgeizigen Bauvorhaben verwirklichen zu können, und so waren am 31. Januar 1934 bereits 2.588 registriert.
Während der Bauphase, die für die Anwohner wegen des Lärms und des Schmutzes sehr anstrengend war, fand vom 9. bis 24. Juni 1934 auf der Bürgerweide nördlich der Altstadt die Leistungsschau der bremischen Wirtschaft statt. Die politische Führung der Stadt wollte sie als Entschädigung für die Unannehmlichkeiten verstanden wissen. Diese im Bremen der Nachkriegszeit auch als Braune Hansamesse bezeichnete Veranstaltung wurde vom Institut für deutsche Wirtschaftspropaganda geplant und organisiert. Aussteller waren unter anderem Industrie- und Landwirtschaftsbetriebe, kulturelle Einrichtungen, verschiedene nationalsozialistische Organisationen und die öffentlichen Verkehrs- und Entsorgungsbetriebe der Stadt, die über ihre Arbeit informierten oder neue Produkte vorstellten.

Bremen 1938: Blick durch die mit Hakenkreuzflaggen behangene Obernstraße nach Südosten

Kurz darauf übernahm die Stadt das Weserstadion von Werder Bremen und änderte den Namen in Bremer Kampfbahn. Von da an spielte Sport dort nur noch eine untergeordnete Rolle. Vorrangig wurde die Grasfläche für Parteiversammlungen der NSDAP oder Propagandaveranstaltungen wie etwa den Tag der Wehrmacht genutzt. Auch fanden hier ab Sommer 1934 Luftschutzübungen statt.
Am 25. Juli 1936 gab man die Autobahn von Bremen nach Hamburg für den Verkehr frei. Gut drei Wochen darauf, am 17. August, einen Tag nach der Schlussfeier der Olympischen Sommerspiele in Berlin war Bremen Schauplatz der sogenannten NachOlympischen Spiele. Bei dieser Veranstaltung traten japanische Schwimmer gegen die deutsche Olympiamannschaft an, und es fanden auf der Kampfbahn internationale Leichtathletikwettkämpfe sowie Vorführungen deutscher und finnischer Turner statt. Zudem wurde ein Handballspiel der US-amerikanischen Männer-Handballnationalmannschaft gegen eine niedersächsische Auswahl ausgetragen.
Etwas mehr als ein Jahr später, am 27. November 1937, erfolgte mit der Eröffnung der sogenannten Blocklandautobahn eine Verlängerung des Bremer Abschnitts. Das neue Stück besaß zwei Abfahrten (Bremen-Mitte und Lesum) und wurde im Beisein von Fritz Todt, dem Generalinspekteur des deutschen Straßenwesens, eingeweiht.
1938 folgte vom 25. Mai bis zum 19. Juni eine weitere große Ausstellung. Sie trug den Namen Bremen – Schlüssel zur Welt und fand in 18 Hallen auf der Bürgerweide statt. 1939 richtete man in der Georgstraße ein Ledigenheim ein. Das Haus war ursprünglich eine Herberge zur Heimat, in welcher wandernde Handwerksgesellen, Obdachlose und Ortsfremde eine Unterkunft für die Nacht finden konnten. Bereits 1936 war es in ein Volksgasthaus umgewandelt worden. Am 1. Juli 1939 feierte man die Einweihung der Westbrücke. Für ihre Errichtung, die drei Jahre dauerte, musste ein Teil des Stephaniviertels abgerissen werden. Bei der offiziellen Übergabe taufte man die Konstruktion auf den Namen Adolf-Hitler-Brücke. Dafür musste die Große Weserbrücke diesen Namen abgeben, den sie bereits seit dem 1. April 1933 trug, und hieß von nun an Lüderitz-Brücke.

## Pressewesen
Die Gleichschaltung der Presse begann 1933 durch die Eingliederung der Bremer Verlage in den Reichsverband der Deutschen Zeitungsverleger e. V. in Berlin. Die Presse wurde durch das Reichspropagandaministerium zentral gelenkt. Ab August 1933 war für den Gau Weser-Ems (mit Bremen) der von Berlin eingesetzte Gaupropaganderleiter Ernst Schulze bis 1942 zuständig.
Die SPD-Zeitung Bremer Volkszeitung (Bremer Bürger-Zeitung) wurde am 2. März 1933 verboten, ihre Druckerei Schmalfeldt & Co erhielt die Bremer Nationalsozialistische Zeitung zur Nutzung.

### Nachrichtenblatt der NSDAP
Das offizielle Nachrichtenblatt der NSDAP in Bremen war von 1933 bis 1945 die Bremer Zeitung (BZ), die seit dem 10. Januar 1931 zwei Mal wöchentlich unter dem Namen Bremer Nationalsozialistische Zeitung erschien. Sie kostete im Einzelpreis 15 Reichspfennige und im Monatsbezug 2,30 Reichsmark. Seit 1931 erschien sie werktäglich, später an allen sieben Wochentagen. Durch mehrmalige Verbote in der Weimarer Republik und eine anfangs geringe Auflage von 3000 Exemplaren war die Finanzierung häufig gefährdet. Ab 1933 änderte sich dies trotz stark ansteigender Auflage von 18.000 Exemplaren im Juni 1933 auf 32.000 im Folgemonat nicht. Die Zeitung musste vom Staat gefördert werden. Am 1. November 1933 erfolgte die Umbenennung in Bremer Zeitung, und im Mai 1934 übernahm der NS-Gauverlag Weser-Ems GmbH Bremen den Druck und erhöhte die Auflage bis 1937 auf 35.000 Exemplare. Die Zeitung diente hauptsächlich der Parteipropaganda und im Krieg der Verbreitung von Durchhalteparolen.

### Zeitungen im Land Bremen
Die bürgerlichen Zeitungen des Schünemann Verlags in Bremen waren die konservativ-liberale Bremer Nachrichten (BN) (Auflage 1937: 63.000) und die wirtschaftsorientierte, zuletzt liberal-nationale Weser-Zeitung (Auflage 1933: 80.000). Die Bremer Nachrichten begrüßten 1933 die neue Regierung und alle Maßnahmen gegen die Kommunisten. Nach einer nur kleinen Kritik wurde die Zeitung am 13. März 1933 für drei Tage verboten. Die beiden Zeitungen wurden vorsichtiger und trotzdem mehrfach verwarnt und Anfang 1934 wieder für drei Tage verboten. Eine Kritik an dem ungebührlichen Verhalten der Hitlerjugend führten zur Belagerung der BN durch die HJ. Ein Verbotsantrag der HJ wurde aber weder vom Reichsinnenministerium noch vom Reichspropagandaministerium befürwortet.
1934 erfolgte die Fusion beider Zeitungen zur Bremer Nachrichten mit Weser-Zeitung. Im Juli 1936 wurden die beiden Verleger Walther Schünemann (1896–1974) und Carl Eduard Schünemann II (1894–1980) durch den Reichsleiter für die Presse Max Amann (NSDAP) aus der Reichspressekammer ausgeschlossen. Der Buch- und der Zeitungsverlag musste getrennt werden und der Zeitungsverlag eine 51 %-Beteiligung der NS Vera-Verlagsanstalt hinnehmen. Der Verleger Carl Schünemann sicherte 1937 seine Stellung durch den Beitritt zur NSDAP.
In Bremerhaven bestand die Nordwestdeutsche Zeitung (heute Nordsee-Zeitung). Verleger Kurt Ditzen trat 1937 in die NSDAP ein.

## Verfolgung, Zwang und Unterdrückung
Wie im gesamten Deutschen Reich versuchte die NSDAP auch in Bremen von Anfang an jeglichen Widerstand zu unterdrücken. Allein im ersten Jahr der nationalsozialistischen Herrschaft wurden in der Hansestadt 1400 Personen in Schutzhaft genommen, 450 wegen Hochverrats verhaftet und 26 vor Gericht gestellt. Im Polizeihaus Am Wall wurden die aus politischen Gründen Festgenommenen verhört und danach in Gefängnisse bzw. Zuchthäuser verbracht, woran heute eine Gedenktafel erinnert. Eine sogenannte „Sonderbehandlung“ erfuhren die Häftlinge im Gossel-Haus, dem vormaligen Roten Haus der KPD am Buntentorsteinweg 95. In der Ostertorwache saßen die Häftlinge der Gestapo ein. In den Wallanlagen wurde 1984 eine von dem DDR-Bildhauer Fritz Cremer gestiftete Skulptur Der Freiheitskämpfer aufgestellt, die Cremer seinen ermordeten Freunden aus der Schulze-Boysen/Harnack-Gruppe widmete.

### Juden
Die jüdische Gemeinde in Bremen zählte Anfang 1933 1.438 Mitglieder und stellte damit 0,2 Prozent der städtischen Bevölkerung. Die Hauptsynagoge befand sich in der Kolpingstraße 6. Sie war 1876 nach Plänen von J. D. Dunkel gestaltet worden. Eine weitere kleinere, gut 100 Besucher fassende Synagoge stand im Ortsteil Aumund an der Ecke Neue Straße / An der Aumunder Kirche. Die Gemeinde besaß mit dem jüdischen Friedhof in der Hastedter Deichbruchstraße auch eine eigene Begräbnisstätte.
Wie im gesamten Deutschen Reich wurden die Juden während der Zeit des Nationalsozialismus auch in Bremen diskriminiert und verfolgt. Wenige Wochen nach der Machtübernahme durch die NSDAP kam es bereits zu offenen Anfeindungen gegen die Juden, die am 1. April 1933 in einen von der SA organisierten und überwachten Boykott jüdischer Geschäfte gipfelten. Dieser wurde allerdings von den Bremern eher negativ aufgenommen und nicht eingehalten. Der Bevölkerung erschien die Judendiskriminierung unbegründet, ungerecht und unwürdig. Sie hielt sich, wie es damals hieß, „maßvoll zurück“. Ein Rechtsanwalt erhielt für seine offen geäußerte Kritik am Boykott einen Dankesbrief von der jüdischen Gemeinde. Ein Bremer Zeitzeuge aus jener Zeit berichtete:

„[…] 1933 wurde zu einem Boykott jüdischer Geschäfte aufgerufen. Meine Mutter – nicht etwa ‚judenfreundlich‘ – ordnete daraufhin an, ich solle meine Jungvolkuniform anziehen und beim Bäcker Gröger am Ostertorsteinweg, bei dem wir sonst nicht kauften, Brot holen. Am Schaufenster hing ein Boykottplakat, vor dem Ladeneingang stand eine SA-Wache, die sich mir in den Weg stellte. Auf ihre Parolen antwortete ich im Schnauzton; verdutzt wichen sie zurück. […] Im Laden kauften übrigens noch andere Leute.“

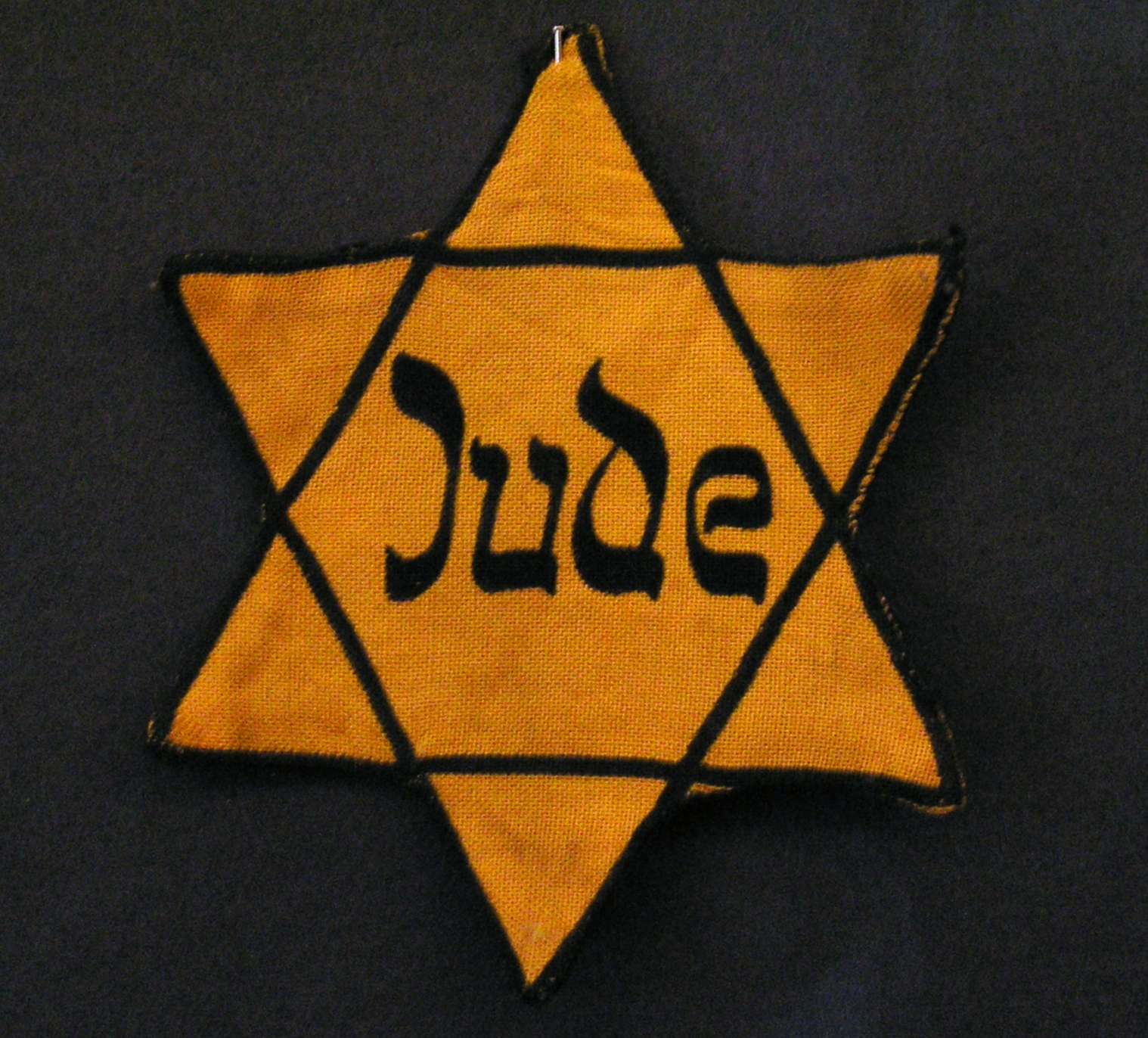
Der Judenstern

In der Nacht vom 9. auf den 10. November 1938, der sogenannten Reichspogromnacht oder „Reichskristallnacht“, wurden der jüdische Friedhof verwüstet und viele jüdische Gräber geschändet. Geschäfte und Privathäuser jüdischer Eigentümer wurden geplündert, zum Teil auch zerstört. Beide Bremer Synagogen wurden von SA-Männern zerstört. Am Standort der ehemaligen Synagoge in der Kolpingstraße 4-6 erinnert seit 1982 am Kolpinghaus eine Gedenktafel an dieses Geschehen.
In dieser Pogromnacht wurden innerhalb des heutigen Bremer Stadtgebiets und einer Nachbargemeinde fünf jüdische Mitbürger von den Nationalsozialisten ermordet: das Ehepaar Martha Goldberg und Adolph Goldberg, Heinrich Rosenblum, Leopold Sinasohn und Selma Zwienicki (auch Selma Swinitzki). An sie erinnert seit 1982 ein von Hans D. Voss geschaffenes Mahnmal in der Nähe des Gebäudes Landherrn-Amt. Zum Gedenken an Martha und Adolph Goldberg wurde 1985 auf Initiative von Schülern ein öffentlicher Platz in Burglesum in Goldbergplatz umbenannt.
Kurz nach der Reichspogromnacht wurde die überwiegende Mehrheit der männlichen Juden – unter anderem 162 von ihnen ins Zuchthaus Oslebshausen – zunächst zusammengetrieben und dann in verschiedene Konzentrationslager abtransportiert, wo sie jedoch nur kurze Zeit bleiben mussten, bevor sie nach Bremen zurückkehren durften. Hier wurde ihnen nahegelegt, so bald wie möglich mit ihren Familien ins Ausland zu emigrieren. Die von Reinhard Heydrich geleitete Reichszentrale für jüdische Auswanderung sollte die Auswanderung der deutschen Juden organisatorisch beschleunigen. Zur Unterstützung wurde die Reichsvereinigung der Juden in Deutschland herangezogen, die mit der 10. Verordnung zum Reichsbürgergesetz eingerichtet wurde. Mit Kriegsbeginn im September 1939 wurde es deutschen Juden nahezu unmöglich, Deutschland zu verlassen. Am 18. Oktober 1941 untersagte Heinrich Himmler schließlich reichsweit, Juden die Auswanderung zu genehmigen. Bis 1941 gelang etwa 930 Bremer Juden die Auswanderung.
Seit den Novemberpogromen dienten einige Privathäuser als Judenhäuser, wie etwa das Haus in der Kohlhökerstraße 6. Bekannt ist, dass bis mindestens 1941 in der Parkstraße 7 und in der Löningstraße 3 mehrere Juden in diese Judenhäuser eingewiesen wurden. Der jüdische Friedhof wurde nachweislich bis 1941, vermutlich sogar bis 1945, weiter genutzt.
Jüdische Kinder wurden nach den Novemberpogromen vom Schulunterricht „dispensiert“. Ersatzweise wurden Schüler der ersten und zweiten Klasse seit Sommer 1939 in der Kohlhöckerstraße 6 unterrichtet.
Seit September 1941 war Juden im gesamten Deutschen Reich vorgeschrieben, auf der Brust einen deutlich sichtbaren gelben Judenstern zu tragen. Nur knapp zwei Monate später, am 18. November 1941, mussten 440 Juden vor der Schule Am Barkhof antreten. Gemeinsam mit Gefangenen aus dem Regierungsbezirk Stade marschierten sie anschließend zum Lloydbahnhof und wurden von dort mit Zügen ins Ghetto Minsk deportiert. Dort mussten sie knapp acht Monate lang Zwangsarbeit verrichten, bevor sie am 28. oder 29. Juli 1942 umgebracht wurden; nur sechs dieser aus Bremen deportierten Juden überlebten. Seit 1991 erinnert eine Tafel am Hauptbahnhof links des Haupteingangs an den Überfall auf die Sowjetunion und die danach erfolgte Deportation Bremer Juden in die Todeslager von Minsk.
Zu Opfern wurden auch die Bewohner des jüdischen Altenheimes in der Gröpelinger Heerstraße Nummer 167. Damals lebten noch 254 Juden in Bremen. 114 von ihnen wurden am 23. Juli 1942 ins Ghetto Theresienstadt gebracht. Einige überlebten und kehrten nach dem Ende des Krieges zurück, doch viele wurden in das KZ Auschwitz-Birkenau deportiert und dort ermordet.
In Bremen überlebten neben denjenigen, die rechtzeitig hatten fliehen können, fast ausschließlich Juden den Nationalsozialismus, die in sogenannten Mischehen, also zusammen mit einem nichtjüdischen Ehepartner lebten. Ein Beispiel dafür ist der letzte kommissarische Verwalter der Gemeinde und Vertreter der Reichsvereinigung der Juden in Deutschland, Karl Buck.

### Konzentrationslager und Zwangsarbeiter
Seit 1934 wurden politische Häftlinge, die in Bremen erfasst wurden, in das KZ Sachsenhausen oder das KZ Oranienburg transportiert. Während des Krieges befanden sich verschiedene Konzentrations- und Arbeitslager in Bremen. Alle waren Außenlager des KZ Neuengamme. Die Insassen aller Bremer Lager mussten Zwangsarbeit in der Stadt verrichten. Sie dienten unter anderem in Fabriken und Werften. Das Prinzip der „Vernichtung durch Arbeit“ kostete Hunderten von ihnen das Leben.

#### Lager Mißler
Das Lager Mißler war das erste Arbeitslager in Bremen. Es wurde bereits am 31. März 1933 auf dem Gelände der Firma Mißler an der Walsroder Straße errichtet. Die etwa 170 Häftlinge waren vorwiegend Sozialdemokraten und Kommunisten. Die Insassen wurden durch die Lageraufsicht, eine von der SS gestellte Hilfspolizei, schwer misshandelt, worauf anschließend SA-Mitglieder die Bewachung übernahmen. Die Zustände änderten sich jedoch nicht. Am 11. September 1933 räumte man das Lager. Die Insassen wurden anschließend entweder nach Langlütjen gebracht oder mussten auf dem Spülfeld Ochtumsand Zwangsarbeit leisten.

#### Lager Farge

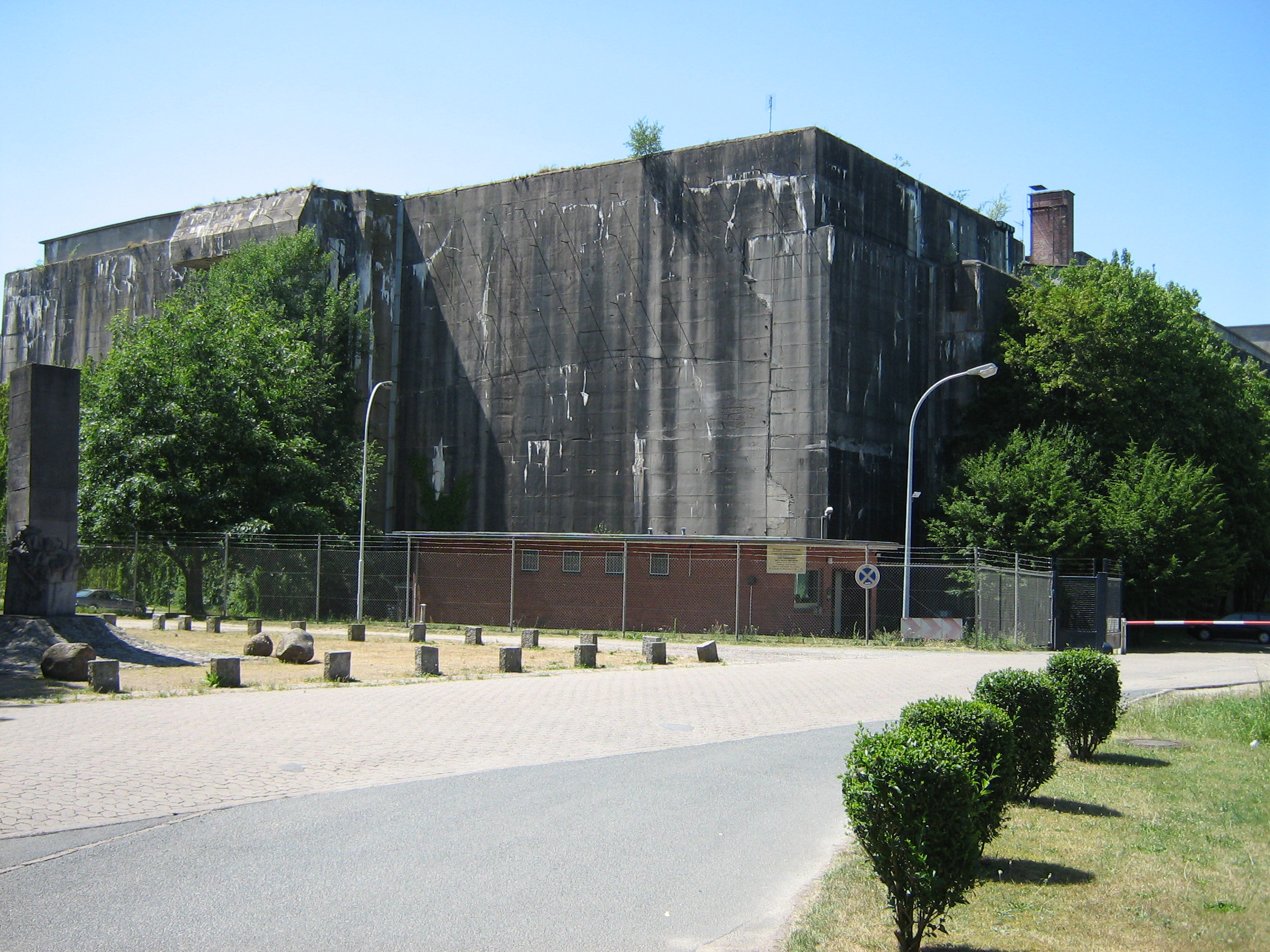
Der unfertige U-Boot-Bunker „Valentin“ in Rekum

Im Oktober 1943 wurden 3.000 polnische, französische und sowjetische Häftlinge aus unterschiedlichen Lagern ins neue KZ Farge verlegt. Dort sollte der U-Boot-Bunker „Valentin“ entstehen. Für den Bau wurden insgesamt etwa 13.000 Zwangsarbeiter, Kriegsgefangene und KZ-Häftlinge in die Nähe Farges deportiert, von denen die meisten außerhalb Bremens gefangen gehalten wurden. Die Lager lagen etwa drei bis vier Kilometer von der Baustelle entfernt und bestanden unter anderem aus einem unterirdischen Treibstoffbunker mit provisorischem Dach und einigen Baracken. Lagerleiter des KZ Farge war der Hauptsturmführer der Reserve der Waffen-SS Ulrich Wahl. Die Bewachung der Lager und der Bunkerbaustelle erfolgte durch 600 Marinesoldaten. Insgesamt befanden sich sieben Lager in dem Heidegebiet zwischen Farge und Schwanewede. Die Lebens- und Arbeitsbedingungen waren sehr schlecht, und mindestens 553 der Insassen kamen ums Leben. Während der Bauarbeiten am Bunker starben insgesamt vermutlich bis zu 2.000 Menschen.
Nachdem die Lager Bahrsplate und das KZ-Außenlager Schützenhof geräumt und ihre Gefangenen ins Lager Farge verlegt worden waren, befanden sich dort zeitweise über 5000 Personen. Am 10. April 1945 wurde auch das Lager Farge geräumt. Die gesundheitlich angeschlagenen Häftlinge wurden mit einem Zug zu einem Lager in Sandbostel transportiert, die anderen mussten dorthin marschieren. Eine letzte Gruppe brachte man mit dem Zug zurück ins KZ Neuengamme.

#### Hindenburgkaserne
Die Hindenburgkaserne befand sich an der Boßdorfstraße. Am 2. August 1944 trafen mit dem Zug 500 jüdische Ungarinnen aus dem KZ Auschwitz-Birkenau in Bremen ein und wurden zur Kaserne geführt. Schlafen mussten sie in den Pferdeställen. Ende des gleichen Monats folgte ein weiterer Transport mit 300 polnischen Jüdinnen, die ebenfalls aus Auschwitz kamen. Die 800 Frauen mussten in der Stadt Zwangsarbeit leisten und unter anderem bei den Aufräumarbeiten nach Luftangriffen helfen. Lagerführer war in den Anfangswochen der SS-Unterscharführer Peter Pittmann und ab Mitte September der SS-Hauptscharführer Johann Hille. Am 26. September starben zwei der Frauen, die wegen Krankheit im Lager geblieben waren, bei einem Bombenabwurf. Noch am selben Tag wurden die übrigen Insassinnen ins neue Lager Obernheide verlegt (siehe Mahnmal Obernheide).

#### Lager Neuenland

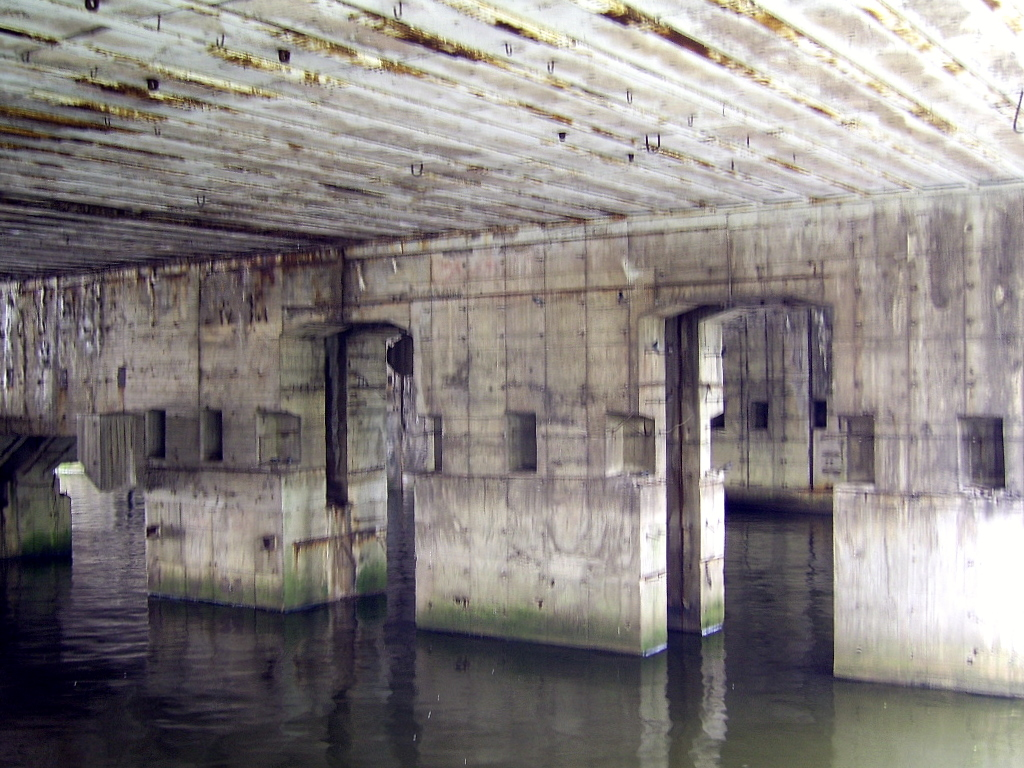
Innenraum des unfertigen U-Boot-Bunkers „Hornisse“ (2006)

Das Lager Neuenland auf dem Gelände der Stahlwerke in Mittelsbüren bestand als Außenlager Neuengammes vom 16. August bis zum 28. November 1944. (Die Bezeichnung ist irreführend, da Neuenland die Gegend nördlich des Bremer Flughafens bezeichnet.) Lagerleiter war der SS-Obersturmführer Hugo Benedict. Die etwa 1000 französischen und sowjetischen Kriegsgefangenen mussten hauptsächlich auf der AG Weser Luftschutzarbeiten verrichten.
So sollte etwa ein Dock mit Beton geschützt und zum U-Boot-Bunker „Hornisse“ umgebaut werden. Für diese Arbeiten wurden auch Häftlinge aus den Lagern Blumenthal und Schützenhof herangezogen. Im fertigen Zustand sollte der Bunker eine Länge von 370 Metern und eine Breite von 65 Metern besitzen; er wurde jedoch nie vollendet.
Nachdem wegen Treibstoffmangels auf den Transport mit LKW verzichtet worden war, mussten die Zwangsarbeiter den knapp fünf Kilometer langen Weg zu den Arbeitsstätten zunächst zu Fuß zurücklegen. Weil dies zu zeitaufwändig war, wurde das Lager Neuenland geräumt. Die Gefangenen wurden in das neue Lager Osterort verlegt.

#### Borgward-Lager
Die rund 3000 Zwangsarbeiter in den Werken von Borgward stellten fast die Hälfte aller Arbeiter des Bremer Konzerns, der auch ein eigenes kleines Arbeits- und Konzentrationslager besaß. Es wurde am 25. August 1944 von der SS für 1000 sowjetische und polnische männliche Gefangene errichtet, die vom KZ Auschwitz überstellt wurden. Das Lager bestand gute zwei Monate, bevor man es am 12. Oktober wieder schloss. Die Häftlinge wurden zum Teil ins Stammlager zurücktransportiert oder aber ins Außenlager KZ Farge.

#### KZ Bahrsplate
Das am 20. August 1944 von der SS eingerichtete KZ Bahrsplate in Blumenthal diente als Außenlager des KZ Neuengamme und befand sich auf der Bahrsplate, einem ehemaligen Park direkt an der Weser. Lagerleiter war der SS-Hauptscharführer Richard-Johann vom Endt. Anfangs waren hier etwa 500, später bis zu 1000 männliche Gefangene inhaftiert. Ein Teil von ihnen, etwa 160 Juden, musste auf der AG Weser arbeiten. Dazu wurden sie mit dem Schiff täglich weseraufwärts transportiert. Weihnachten 1944 verlegte man dieses Arbeitskommando ins neue Lager Schützenhof. Die anderen Insassen arbeiteten ebenfalls für die AG Weser, allerdings in einem Gebäude der nahe gelegenen Bremer Woll-Kämmerei, wo sie unter anderem Aggregate für U-Boote zusammensetzten. Die KZ-Häftlinge stammten aus vielen verschiedenen Ländern, darunter Belgien, Frankreich, der Sowjetunion und Polen. Nur die Kapos waren Deutsche. Am 9. April 1945 löste die SS das Lager Blumenthal auf. Während die jüdischen Gefangenen ins KZ Bergen-Belsen transportiert wurden, gelangten die meisten anderen zu Fuß über das Lager Farge nach Bremervörde, von wo aus sie per Zug ins Stammlager Neuengamme gebracht wurden. Einige wenige kamen auch ins Auffanglager Sandbostel.

#### Lager Obernheide
Nach der Räumung der Hindenburgkaserne verlegte man die 800 Insassinnen in das neue Lager Obernheide in Stuhr, das aus drei Baracken bestand. Lagerführer war der SS-Hauptscharführer Johann Hille und Oberaufseherin Gertrud Heise. Die Frauen mussten wie zuvor Aufräumarbeiten leisten. Einige von ihnen waren jedoch als Zwangsarbeiter auch den Firmen Lüning & Sohn sowie Rodiek zugeteilt. Für Rodiek wurde eigens das Zweiglager Uphusen errichtet. Zunächst erfolgte der Transport zu den Arbeitsstellen mit dem Zug, nach der Zerstörung des Stuhrer Bahnhofes mit einem LKW. Als der Treibstoff knapp wurde, mussten die Frauen den mehr als 20 Kilometer weiten Weg zu Fuß zurücklegen. Mindestens zehn Inhaftierte des Lagers Obernheide kamen ums Leben. Schließlich wurden die Baracken am 4. April 1945 geräumt. Nach einem langen Fußmarsch trafen die Gefangenen in Uesen mit den Insassen des Lagers Uphusen zusammen und mussten weiter nach Verden laufen, von wo aus sie ein Güterzug ins KZ Bergen-Belsen brachte.

#### Lager Osterort
Das Lager Osterort war der Nachfolger des Lagers Neuenland und übernahm alle Gefangenen. Seine Baracken befanden sich auf dem Firmengelände der Norddeutschen Hütte AG. Lagerleiter war wie in Neuenland Hugo Benedict. Wie zuvor im alten Lager mussten die meisten Häftlinge beim Bau des U-Bootbunkers „Hornisse“ mithelfen. 50 der 1000 Insassen wurden jedoch einem eigenen Arbeitskommando zugeordnet. Sie wurden am Hochofen der Norddeutschen Hütte AG eingesetzt. Die Räumung des Lagers erfolgte am 6. April 1945. Die Gefangenen wurden zunächst ins Lager Farge verlegt. Von dort aus wurde ein Teil zum KZ Neuengamme und ein anderer Teil zum Auffanglager Sandbostel bei Bremervörde transportiert.

#### Lager Schützenhof
Im Lager Schützenhof unweit der AG Weser wurden ab Dezember 1944 etwa 650 Juden gefangen gehalten, die aus dem KZ Bahrsplate dorthin verlegt worden waren. Ihre Hauptaufgabe war der Bau des Bunkers „Hornisse“. In den letzten Kriegswochen sank wegen Materialmangels der Bedarf an Arbeitskräften, und ein Teil der Zwangsarbeiter musste Aufräumarbeiten in der Stadt leisten. Am 25. März 1945 lebten noch 582 Insassen, nachdem über 200 Gefangene durch Erschöpfung und Unterernährung ums Leben gekommen waren. Am 8. April verlegte man die Häftlinge ins Lager Farge, von wo aus sie zwei Tage später entweder zurück ins KZ Neuengamme, ins KZ Bergen-Belsen oder ins Lager Sandbostel transportiert wurden.

#### Lager Uphusen
Im Oktober 1944 genehmigte die SS den Bau eines Arbeitslagers Uphusen unweit der bremischen Grenze. Es sollte als Zweiglager des Lagers Obernheide fungieren. Am 7. Februar 1945 wurden etwa 100 ungarische Jüdinnen nach Uphusen verlegt. Das Lager bestand aus einer Baracke auf dem Gelände der Firma Rodiek. Dort wurden die Frauen hauptsächlich zur Zwangsarbeit in der Betonherstellung herangezogen. Ein kleinerer Teil der Insassinnen musste in Uesen für die Firma Diedrich Rohlfs arbeiteten, die Behelfsheime fertigte. Am 4. April wurde das kleine Lager geräumt, und die Gefangenen wurden nach einem Fußmarsch bis Verden von dort aus zusammen mit den Insassinnen des Lagers Obernheide, die in Uesen zu ihnen gestoßen waren, ins KZ Bergen-Belsen transportiert.

#### Lager Riensberg/Achterstraße
Vom Sozial-Gewerk der Bremer Handwerker 1942 geplantes und unterhaltenes Arbeitslager (DAF-Lager III). In dem für 400 Zwangsarbeiter konzipierten Lager wurden bis zu 800 Ausländer (v. a. Polen, Ostarbeiter, Franzosen und Holländer) untergebracht. (Quelle StAB 7,1066)

#### Wohnungsfürsorgeanstalt Hashude
In Woltmershausen wurde die Wohnungsfürsorgeanstalt Hashude, eine lagerähnliche Siedlung mit 84 Häusern für 500 sogenannte „Asoziale“ geschaffen. Ihre Bewohner wurden hier zusammengefasst, weil Bremen eine von Bettlern und „Asozialen“ freie Stadt werden sollte. Sie sollten umerzogen werden und durften die Anstalt nicht verlassen. Die Zwangswohnanstalt bestand von 1936 bis 1940.

## Zweiter Weltkrieg
Der Krieg berührte Bremen zunächst nur am Rande. Allerdings war die Stadt ein bedeutender industrieller Standort, namentlich der deutschen Kriegswirtschaft. Hierzu zählten vor allem die drei Großwerften AG Weser, Bremer Vulkan/Vegesacker Werft, der Flugzeug- (Focke-Wulf, Weserflug) und Fahrzeugbau (Borgward/Goliath), die Stahlherstellung (Norddeutsche Hütte, heute ArcelorMittal Bremen) sowie die beiden Ölraffinerien Korff/DAPG und Vacuum Öl. Deshalb herrschte permanent Alarmbereitschaft, da man wegen dieser Betriebe immer damit rechnen musste, zum Ziel alliierter Luftangriffe zu werden.
Ab etwa 1942 wurde begonnen, im Rahmen der „Metallspende des deutschen Volkes“ Rohstoffe für die Rüstungswirtschaft zu sammeln. Zu diesem Zweck wurden auch zahlreiche Bronzefiguren von Bremer Denkmälern, Standbildern und Brunnen abmontiert und eingeschmolzen. Auf diese Weise verschwanden beispielsweise das Gustav-Adolf-Denkmal, das Kriegerdenkmal 1870/71, das Kaiser Wilhelm I.-Denkmal, die erste Franzius-Büste an der Großen Weserbrücke (damals Lüderitzbrücke) und der Wilhadibrunnen am Domshof.

### Luftangriffe

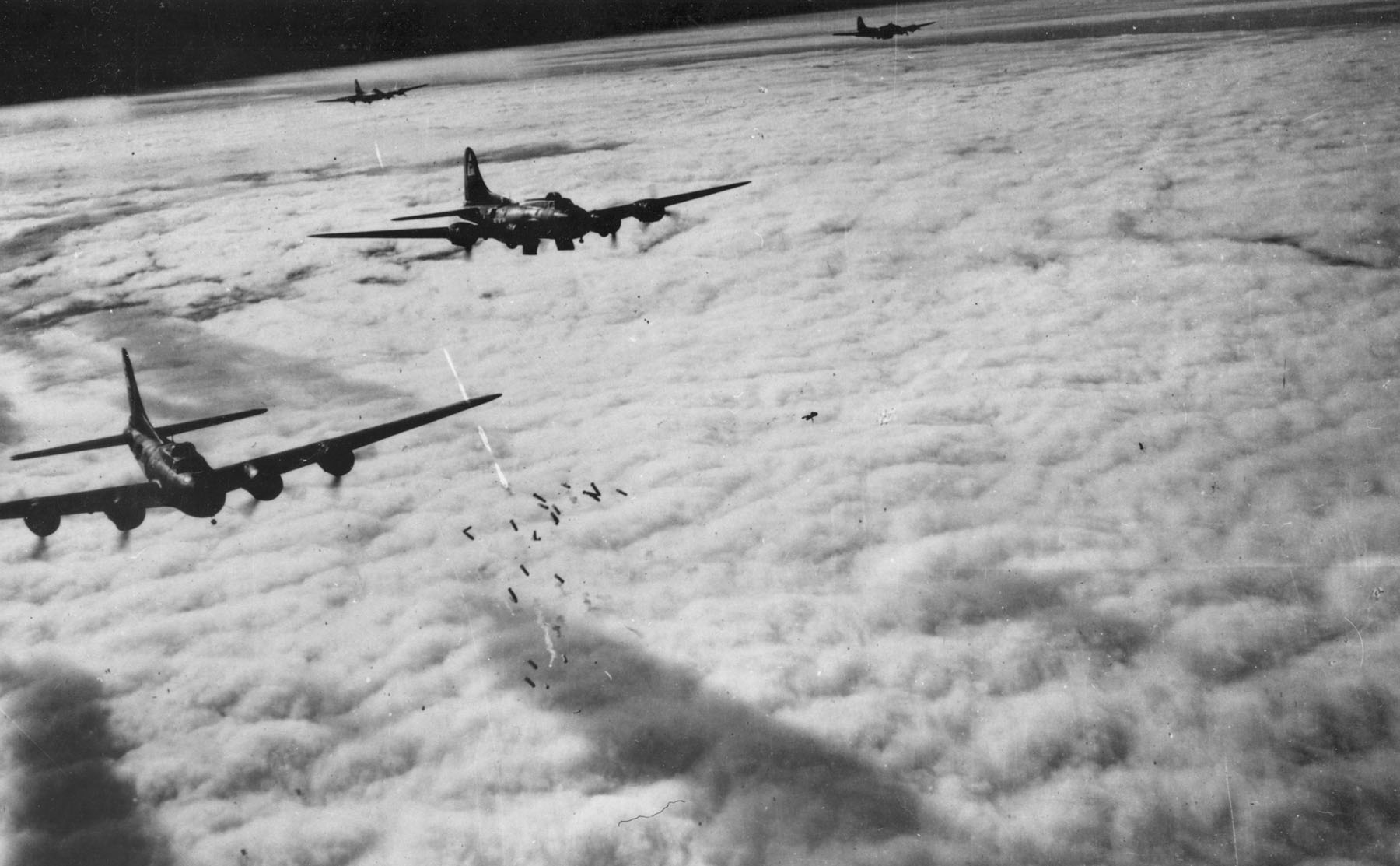
Viermotorige Bomber der USAAF beim Luftangriff auf Bremen am 13. November 1943

Im Luftkrieg des Zweiten Weltkriegs flogen die Alliierten auf Bremen insgesamt 173 Angriffe und warfen dabei 5513 Tonnen Sprengkörper ab, wobei mehr als 4000 Einwohner starben. Neben der Innenstadt wurden knapp 65.000 Wohnungen zerstört, was damals etwa 62 Prozent des Wohnraumes entsprach. Besonders stark betroffen war der Bremer Westen mit den Stadtteilen Walle und Gröpelingen.
Am 24. März 1940 warfen Flugzeuge der britischen Royal Air Force (RAF) zur Warnung vor einem nahen Luftangriff mehrere zehntausend Flugblätter über der Stadt ab, die zu diesem Zeitpunkt etwa 425.000 Einwohner zählte. Bei dem Angriff knapp zwei Monate später am 18. Mai 1940 starben 16 Menschen. Am 4. Juni erließ das RAF Bomber Command die erste Bremen betreffende Bomberdirektive, in der als primäre Ziele die Ölraffinerien und Flugzeugwerke festgelegt wurden. Im Juli setzte eine zweite Direktive die Bremer Werften mit ihrem U-Boot-Bau an die erste Priorität. Ab September flog die RAF regelmäßig Nachtangriffe. Die dritte Direktive des Bomber Command vom 30. Oktober 1940 sah die Demoralisierung der Bevölkerung durch nächtliche Flächenbombardements vor. Durch diese großflächigen Bombardierungen intensivierten sich die Schäden, die zuvor recht gering geblieben waren. Die nächste Direktive fokussierte das Hauptaugenmerk wieder auf die Flugzeugwerke und die Werften im Raum Bremen. In der Nacht vom 12. auf den 13. Februar 1941 erfolgte ein gezielter Angriff auf die Focke-Wulf-Flugzeugwerke.
Die Lage verschärfte sich, als ab Frühjahr 1941 die Luftwaffe der Wehrmacht in Vorbereitung für das Unternehmen Barbarossa, den Angriff auf die Sowjetunion, einen Großteil der deutschen Jagdflugzeuge nach Osten verlegte. In den frühen Morgenstunden des 21. Oktober 1941 warfen 92 RAF-Flugzeuge rund 140 Tonnen Bomben auf Bremen.
Beim nächsten größeren Angriff in der Nacht vom 3. auf den 4. Juni 1942 warfen 170 RAF-Flugzeuge 246 Tonnen Bomben.
Über 1000 Bomber setzte die RAF beim Großangriff am 26. Juni 1942 ein: fast 600 Häuser wurden zerstört; dabei starben 86 Menschen. Flak und Jagdflugzeuge der Luftwaffe konnten 49 RAF-Bomber abschießen. Die folgenden Angriffe wurden von einer geringeren Zahl an Flugzeugen ausgeführt, brachten aber erheblich mehr Schaden. Bereits in der folgenden Nacht auf den 28. Juni 1942 erfolgte der nächste Angriff mit 144 Maschinen.
Ab Juni 1941 war das Fotografieren von Bombenschäden polizeilich verboten. Der Maler Willy Menz fertigte mit Genehmigung des Senators für innere Verwaltung Hans-Joachim Fischer während der Bombardierung Zeichnungen der Ruinenlandschaft an, die er später in Ölgemälden darstellte. Sein Gemälde Bremen – Osterstr. 14.9.1942 befindet sich in der Sammlung Joseph Hierling der Kunsthalle Schweinfurt.
Ab Anfang 1943 flog auch die 8. US-Luftflotte, die sogenannte Mighty Eighth der USAAF, von Basen in Ostengland aus Tagesangriffe gegen Bremer Industrieanlagen. Die RAF flog weiterhin nur Nachtangriffe. Die Hauptziele der USAAF waren Bremer Vulkan (18. März), Focke-Wulf (17. April) sowie die AG Weser und die Atlas-Werke (13. Juni). Im ersten Jahr erlitten die USAAF bei diesen Angriffen trotz der inzwischen geschwächten Luftverteidigungskräfte in Bremen erhebliche Verluste. Die schweren Nachtangriffe der Briten häuften sich wieder ab dem 8. Oktober 1943. Nach und nach glich Bremen immer mehr einem großen Trümmerfeld. Wichtige Fertigungen wie zum Beispiel der Borgward-Motorenbau wurden in weniger gefährdete Gebiete verlagert. Zusätzlich gab es verbreitet Untertage-Verlagerungen. Zum Schutz vor den Angriffen verließen zahlreiche Kinder mit der Kinderlandverschickung alle größeren Städte. Während des Angriffs am 20. Dezember brannte unter anderem die Neue Börse am Marktplatz ab.

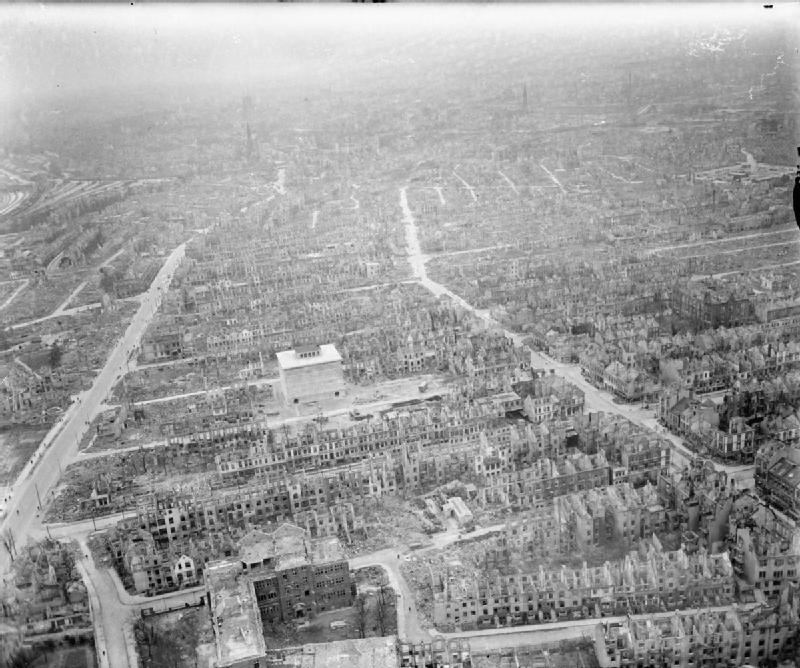
Blick über das zerstörte Walle nach Südosten Richtung Zentrum. Der Hochbunker Zwinglistrasse in der Mitte zwischen Utbremer (links) und Wartburgstraße

Der schwerste Luftangriff des ganzen Krieges traf Bremen in der Nacht vom 18. auf den 19. August 1944. 273 Flugzeuge warfen 1120 Tonnen Bomben über dem dichtbebauten Westen der Stadt ab, wobei 1053 Menschen starben. Am 30. August warfen Bomber der USAAF noch einmal 917 Tonnen Sprengkörper ab. Am 1. September brach der 118 Meter hohe Turm von St. Ansgarii in der Altstadt, der damals höchste der Stadt, in sich zusammen und stürzte auf das Mittelschiff. Die Kirche wurde schwerst beschädigt; die Seitenwände und die Zütphen-Kapelle blieben großteils erhalten. Grund für den Einsturz war eine Sprengbombe, die bereits ein Jahr zuvor das Fundament getroffen hatte. Am 6. Oktober bombardierten 246 Flugzeuge des RAF Bomber Command ein weiteres Mal die Bremer Altstadt. Ledigenheim, Varieté Astoria, Kornhaus und die Raths-Apotheke wurden getroffen. Der Angriff vom 12. Oktober 1944 galt dem 1938 eröffneten Borgward-Stammwerk in Sebaldsbrück; im benachbarten Hastedt wurde das ebenfalls zu Borgward gehörende Goliath-Werk völlig zerstört. 1944 wurden mehr Kulturdenkmäler in der Bremer Innenstadt zerstört als in jedem anderen Kriegsjahr. Neben dem Kornhaus fielen die St.-Stephani-Kirche, das Portal der Kleinen Weserbrücke, die Sonnenapotheke in der Sögestraße 18, ein Entwurf Lüder von Bentheims, und das Pflügersche Haus an der Schlachte 31 B den Bomben zum Opfer.
Im Februar 1945 fielen nochmals Bomben auf die AG Weser. Durch den Angriff am 24. Februar wurde unter anderem das Staatsarchiv an der Tiefer zerstört. Am 11. März 1945 warfen die USAAF 861 Tonnen Bomben ab und versuchten, die Weserbrücken zu zerstören. In der Nacht vom 21. auf den 22. März wurde die Adolf-Hitler-Brücke (Westbrücke, heute Stephanibrücke) stark beschädigt und am 30. März schließlich vollständig zerstört. Bei einem Luftangriff am 20. April wurde ein Teil des jüdischen Friedhofs zerstört. Der letzte Luftangriff der Alliierten traf Bremen am 22. April, als der Ortsteil Hastedt das Ziel war. Unter anderem wurden dabei über 100 Sprengbomben auf das Weserwehr abgeworfen, von denen zwölf das Bauwerk direkt trafen. Durch die Explosionen sackten die einzelnen Sektoren ab und gaben den Durchflussquerschnitt über dem festen Grundbau frei. Dadurch stieg der Wasserabfluss stark an, und der Wasserstand in der Oberweser sank rasch. Bei diesem Angriff starben 61 Menschen und 76 wurden verletzt.

### Bodenkämpfe
Hitlers Führererlass vom 25. September 1944 Folge leistend, wurden auch in Bremen ab November Mitglieder für den Volkssturm rekrutiert. Herangezogen wurden alle bislang noch nicht kämpfenden „waffenfähigen Männer im Alter von 16 bis 60 Jahren“. Damit auch die Jugendlichen verpflichtet werden konnten, erhielten sie nach Abschluss der siebten Klasse einen Reifevermerk im Zeugnis, mit welchem sie zum Arbeitsdienst eingezogen werden konnten. In Bremen organisierte sich der Volkssturm in Kompanien. Die Kompanie- und Unterführer waren meistens mittelrangige SA-Mitglieder. Die Leitung der Aktion oblag in Bremen dem Kreisleiter Max Schümann. Insgesamt wurden in der Stadt zirka 25.000 Männer und Jungen für den Volkssturm registriert. Unter ihnen waren 500 Hitlerjungen. Die Vereidigung der Volkssturmpflichtigen erfolgte in Bremen am 12. November. Unmittelbar daran schloss sich die militärische Ausbildung an. Hauptsächlich wurde der Umgang mit der Panzerfaust gelehrt. Die Einsatzbereitschaft für den Volkssturm war in Bremen allerdings wegen der offensichtlichen Ausweglosigkeit der Kämpfe nicht sonderlich hoch. Im April 1945 waren nur noch etwa 3000 Volksstürmer in der Hansestadt im Einsatz.
Ab Februar 1945 warfen die Alliierten Flugblätter über Bremen ab, die den tatsächlichen Verlauf des Krieges wiedergaben und im starken Gegensatz zur NS-Propaganda standen. Die Überschriften lauteten etwa
Briten über den Rhein – Panzerschlacht in der Ruhr (24. März)
oder
Hannover und Bremen: Vor dem Ende (10. April)
Seit dem 8. April lag Bremen mit Unterbrechungen unter Artilleriebeschuss der von Süden her vorrückenden britischen Truppen, die bereits Stuhr eingenommen hatten und nun den künstlichen Überflutungen gegenüberstanden. Am 20. April schossen die Alliierten zwischen 18:00 Uhr und 18:30 Uhr zirka 400 Granaten mit Flugblättern in die Stadt, welche folgenden Text enthielten:

„IHR HABT DIE WAHL!
Die britische Armee steht vor Bremen. Unterstützt von der
britischen Luftwaffe ist sie im Begriffe, die Stadt einzu-
nehmen. – Zwei Möglichkeiten der Einnahme bestehen:
entweder
unter Einsatz sämtlicher dem Heer und der Luftwaffe zur
Verfügung stehenden Mittel. Ihr habt nichts, womit ihr
auf Dauer widerstehen könnt
oder
durch die Besetzung der Stadt nach bedingungsloser Ueber-
gabe.
Ihr habt die Wahl
zwischen diesen zwei Möglichkeiten.
Auf Euch lastet die
Verantwortung
für den daraus entstehenden unnötigen Blutverlust, falls
ihr den ersten Weg wählt,
Andernfalls
schickt einen Unterhändler unter dem Schutze der weißen
Fahne in die britischen Stellungen.
Wir geben Euch 24 Stunden Zeit zur Entscheidung.“

Die Schrift sorgte in der Bevölkerung für lebhafte Diskussionen. Gauleiter Wegener, Kreisleiter Schümann, Bürgermeister Duckwitz und Polizeipräsident Schroers trafen sich daraufhin und beschlossen, nicht auf das Ultimatum zu reagieren, was Wegener den Bremern über eine Rundfunkansprache und durch die Zeitung mitteilte. Unmittelbar nach dem Ablauf des Ultimatums folgte der erwähnte Luftangriff auf Hastedt.

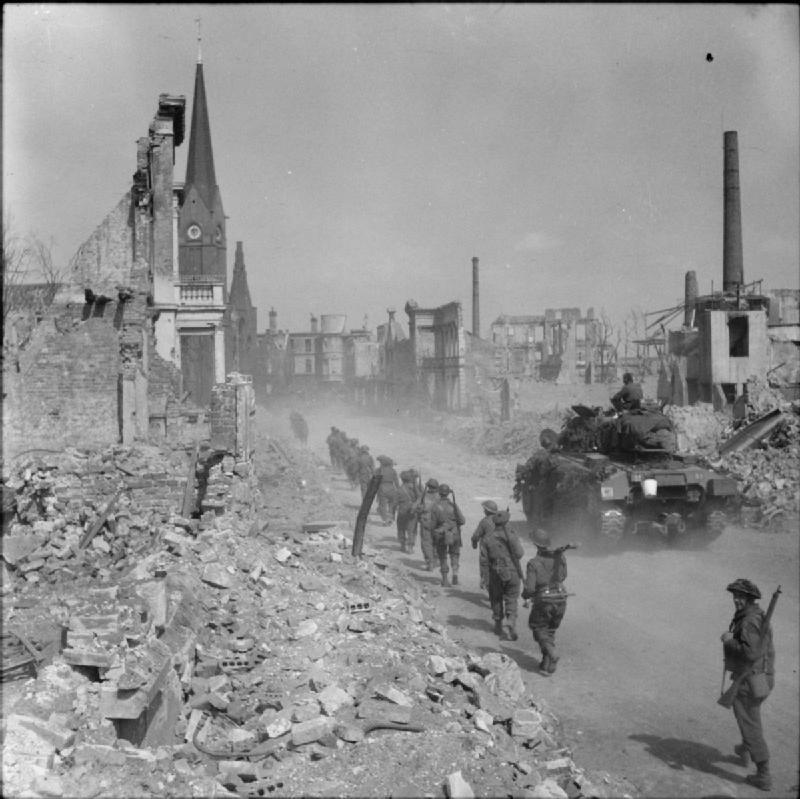
Britische Truppen am 26. April 1945 in Bremen

Die Briten konnten die Überflutungen (siehe Abschnitt Verteidigung) ohne große Schwierigkeiten überwinden. Auch über den kleinen Fluss Ochtum gelangten sie, da die Sprengung der Brücke über das Gewässer durch die Wehrmacht nur sehr unzureichend gewesen war. Die Einnahme der Neustadt durch das XXX. Korps der 2. Britischen Armee unter der Führung des Lieutenant-Generals Brian Horrocks am 25. April kam für die verantwortlichen Nationalsozialisten so überraschend, dass sie in Eile befahlen, die Innenstadtbrücken über die Weser zu sprengen, damit die alliierten Bodentruppen den Fluss nicht überqueren konnten. So wurden der Mittelteil der großen Lüderitz-Brücke (Große Weserbrücke) und der über die Weser führende Teil der Kaiserbrücke (heute Bürgermeister-Smidt-Brücke) zerstört.
Nach zwei Tage andauernden Häuserkämpfen marschierten britische Truppen in die Bremischen Häfen und in die Altstadt ein. Damit war die Diktatur der Nationalsozialisten in der Hansestadt beendet, neun Tage vor der bedingungslosen Kapitulation der Wehrmacht.
Mehrere Monate darauf, am 28. Juli, teilte der Gouverneur der amerikanischen Militärregierung, Oberstleutnant Bion C. Welker, dem Präsidenten des Bremischen Senats in einem Brief folgendes mit:

„Dear Sir,

The official time of the occupation of Bremen is 1800 hours 27th April 1945.“

### Verteidigung

#### Luftschutz
Von der nationalsozialistischen Führung wurde dem Luftschutz schon früh große Bedeutung beigemessen, sodass schon Jahre vor Kriegsbeginn regelmäßig für den Ernstfall eines Luftangriffes geübt wurde.

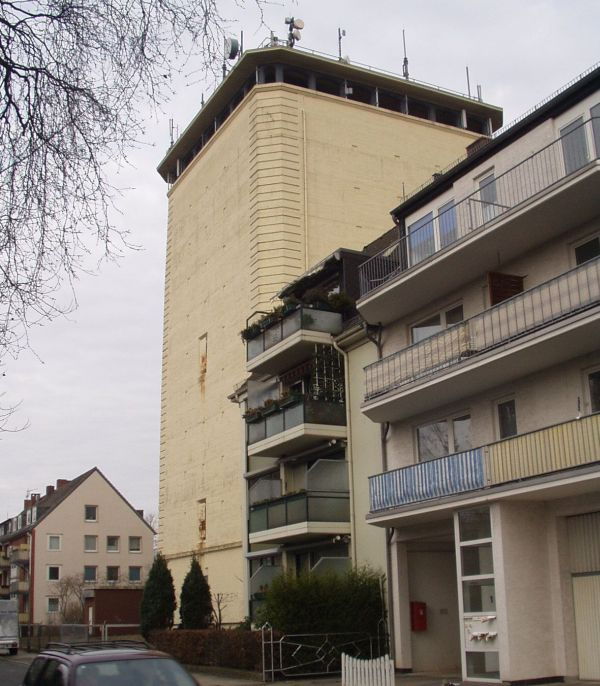
Der Hochbunker an der Scharmbecker Straße im Ortsteil Ohlenhof von Gröpelingen

Bereits am 31. März 1933 wurde in der Stadt ein Kommissariat für Flugwachen, Luft- und Gasschutz eingerichtet, das eine Zweigstelle des Reichsluftschutzbundes war.
Ein Jahr später folgte eine Bremer Behörde für Luftschutz, in der alle für den Luftschutz zuständigen Dienstorgane (beispielsweise die Polizei, die Luftschutzschule, der Werkschutz und die Technische Nothilfe) zusammengefasst wurden. Seit 1934 fanden auf der „Bremer Kampfbahn“ (Weserstadion) regelmäßig Luftschutzübungen statt. 1935 erließ die Landesregierung ein Gesetz, demzufolge sich jeder Bürger am Luftschutz beteiligen musste. Außerdem enthielt der Gesetzestext Aufforderungen zum Verdunkeln. Die Behörde für Luftschutz bestand nur zwei Jahre lang; 1936 wurde sie aufgelöst. An ihrer Stelle diente nun die Polizei als Zentralverwaltung des zivilen Luftschutzes. Weil Bremen 1937 als Luftschutzort I. Ordnung klassifiziert wurde, wurde der Bau von Schutzräumen rasant beschleunigt.
Bei Ausbruch des Krieges und den ersten Luftangriffen der Alliierten waren jedoch noch immer nicht genügend Bunker für die Bevölkerung fertiggestellt, so dass auch Erdbunker und Splittergräben angelegt wurden. Erst im Oktober 1940 wurde – dem „Führer-Sofortprogramm“ entsprechend – der Bau von etwa 150 Luftschutzbunkern geplant.
Dazu wurde der Sicherheits- und Hilfsdienst (SHD) geschaffen. Dieser umfasste den Instandsetzungsdienst (die Nachfolgeorganisation der Technischen Nothilfe) und die Feuerwehr Bremen. Im Jahre 1942 ging der SHD in der Luftschutzpolizei auf.
Am 6. November 1940 begann an der Zwickauer Straße der Bau des ersten Bremer Hochbunkers. Bis Kriegsende entstanden 116 Hochbunker im Stadtgebiet. Im Jahr darauf konnten mehrere Tiefbunker, unter anderem unter dem Bahnhofsplatz und dem Domshof, fertiggestellt werden. Wegen des erheblichen Materialbedarfs für die Bunker wurde oftmals der Wiederaufbau der Wohnhäuser vernachlässigt. Zum Bau der Schutzbunker wurden auch Zwangsarbeiter eingesetzt.

#### Fliegerabwehr
In Bremen wurden während des Zweiten Weltkrieges aber auch schon in den Jahren davor zahlreiche Flugabwehrkanonen (Flak) aufgestellt.
Die ersten Batterien wurden schon am 5. April 1937 im nördlichen Ortsteil Grohn errichtet. Dort hatte ab dem 1. Januar des darauffolgenden Jahres die Flakabteilung I. Flakregiment 27 ihren Sitz, die im November 1938 in Flakabteilung I. Flakregiment 26 umbenannt wurde. Die Grohner Luftverteidigung setzte sich aus leichten 2-cm-Flugabwehrkanonen (Flak 30/38), der mittleren 3,7-cm-Flak und den schweren „Acht-Achter“-Kanonen zusammen. Alle Bremer Flakeinheiten unterstanden dem Luftgaukommando XI in Hannover, das später nach Hamburg verlegt wurde.
Zu Kriegsbeginn wurden die schweren Geschütze etwas außerhalb der Stadtgrenzen positioniert, während die leichten und mittleren Flak die Häuser Bremens schützen sollten. Das Grohner Flakregiment hatte sechs Flakuntergruppen. Ab Mitte 1940 wurde der Name in Flakabwehrkommando Ostfriesland geändert und der Generalmajor Hans-Jürgen von Witzendorff übernahm die Leitung. Der Stab zog in das Gebäude Osterdeich 27 um. Insgesamt gehörten dem Flakabwehrkommando Ostfriesland in Bremen 45 Flakbatterien an, 29 schwere und 16 leichte. Viele größere Fabriken hatten zusätzlich einen eigenen Werkschutz mit leichten Flak.
Obwohl die Bremer Flakeinheiten im Sommer 1940 Ortungsgeräte erhielten, blieben die Abschusszahlen gering. Die Folge war eine erneute Umorganisation, in der Hoffnung, die Effektivität steigern zu können:
Am 10. Februar 1941 wurde Bremen die Flakbrigade VIII zugeteilt, die ihr Hauptquartier am Osterdeich 29 hatte und aus den drei Flakgruppen Nord, Süd und Mitte bestand. Jede einzelne dieser Gruppen zählte vier oder fünf Untergruppen.
Im Oktober 1941 kam es zur Gründung der 8. Flak-Division mit dem Kommandositz im Haus Osterdeich 29, der aber schon bald in einen Bunker an der Parkallee umzog. Bis zum 12. Dezember 1941 führte der Generalleutnant Kurt Wagner das Kommando über die Division, danach der Generalmajor Max Schaller. Es gab also drei Flakverbände in der Hansestadt Bremen: Das Flakabwehrkommando Ostfriesland, die Flakbrigade VIII sowie die 8. Flak-Division. Jede dieser Gruppen besaß zahlreiche Untergruppen, und alle unterstanden dem Luftgaukommando XI.
Bekannte Standorte von Flak in Bremen waren beispielsweise Grohn, das Weserstadion (drei Flaktürme), Lankenau sowie die Firmengelände von Focke-Wulf. Ab 1942 wurden auch 10,5-cm-Flak aufgestellt. 1943 bildete man drei neue Abschnitte zur Stadtverteidigung. Der Stab des Abschnitts A saß in Schwanewede, der des Abschnitts B in der Bremer Scharnhorststraße und der des Abschnitts C im damals noch nicht eingemeindeten Dorf Habenhausen.
Gegen Mittag des 20. April 1945 flüchtete der Stab der 8. Flak-Division aus seinem Bunker nach Worpswede. Die Division verlor im Krieg insgesamt 330 Geschütze, davon 180 schwere und 150 leichte.
Mehrheitlich bedient wurden die bremischen Flakbatterien von russischen „Hilfswilligen“ (Hiwis) und vor allem jugendlichen Flakhelfern beziehungsweise Luftwaffenhelfern, die ab 1943 verstärkt eingesetzt wurden. Auslöser für die Verpflichtung waren Erlasse und Verordnungen verschiedener Reichsministerien, welche die Altersgrenze für den Einsatz in der Flak auf die Geburtenjahrgänge 1926 bis 1928 erweiterten. Die Organisation und Verteilung der Jugendlichen war dem damaligen Direktor der Lüderitzschule in der Dechanatstraße, Friedrich Hackenberg, zugeteilt worden. Zwar schickten einige Bremer Schulen ihre Schüler als Flakhelfer auch nach Schlesien und Pommern, die Mehrzahl blieb aber in der Hansestadt. Im Mai 1944 dienten 1150 Helfer in den Bremer Flakbatterien, davon stammten 644 aus der Hansestadt und der Rest aus dem Umland.

#### Überschwemmungen
Überlegungen, Bremen durch kontrollierte Überflutungen gegen die alliierten Bodentruppen zu verteidigen, lassen sich ab 1944 nachweisen. Im Oktober jenes Jahres erreichte ein Erkundungsstab im Auftrage der Wehrmacht die Stadt. Dieser wandte sich am 10. November mit der Frage an die Wasserstraßendirektion, ob die Möglichkeit bestehe, gezielte Überschwemmungen zur Verteidigung auszulösen. 1945 fand am 7. Februar unter dem Vorsitz des Senators Fischer eine Besprechung statt, an der auch der Erkundungsstab teilnahm. Bei diesem Treffen erörterte man die so genannte „Rundum-Verteidigung“. Zehn Tage darauf tagte der Stab erneut, und am 21. Februar schließlich schickte man eine Karte mit den vorgesehenen Überschwemmungsgebieten an den Reichsverteidigungskommissar. Der Plan sah vor, die Weserniederung oberhalb des Weserwehres außerhalb der Winterdeiche bis hinauf zur Achimer Ortschaft Bollen zu fluten, wie es in den Wintermonaten durchaus schon einige Male praktiziert worden war. Hierzu sollte die Stauhöhe auf 6,00 Meter über NN erhöht werden. Zudem plante man, auch die linksseitige Ochtumniederung mit ihren weitläufigen Feldern und Wiesen südlich von Bremen zu überschwemmen. Erreicht werden sollte dies durch die Einleitung von Weserwasser durch den Leeste-Brinkumer-Zuwässerungskanal in die für Hochwasser vorgesehenen Rückhaltegebiete und in die Ochtum selber. Dadurch sollte eine geschlossene Wasserfläche von knapp neun Kilometern Länge und bis zu 1,7 Kilometern Breite entstehen, die sich von Huchting im Nordwesten bis Arsten im Südosten erstrecken sollte.
Ende März 1945 gab der NSDAP-Kreisleiter Max Schümann den Befehl, mit den erforderlichen Arbeiten zu beginnen. Zu diesem Zweck wurden die Technische Nothilfe, das Wasserstraßenamt und das Wasserwirtschaftsamt Bremen zusammengezogen. Noch am selben Abend widerrief der Hamburger Gauleiter Karl Kaufmann, der in Personalunion auch „Reichsverteidigungskommissar Nord-West“ war, die Anweisung Schümanns. Es bedurfte erst der Anreise eines Generalleutnants am 2. April und dessen Befehl um 16:55 Uhr, um die Arbeiten wiederaufzunehmen. Begonnen wurde mit den Überflutungen entlang der sogenannten „Ochtum-Front“, wobei man im flussabwärts gelegenen Gebiet das durch eine kleine Sturmflut in die Weser gepresste Wasser nur noch durch die Siele fließen lassen musste. Die Flutung der Ochtumwiesen war bis zum 8. April abgeschlossen. Einige Bauern hatten sich zunächst zwar geweigert, ihre Felder unter Wasser setzen zu lassen, da sie ihr Vieh bald auf die Wiesen lassen wollten, doch sie wurden mit Propagandaargumenten überzeugt. In der Nacht vom 19. auf den 20. April folgte dann auch die Überflutung der Weserniederung durch die Stauung auf 6,00 Meter über NN.
Auch die Wümmewiesen nordöstlich der Stadt wurden überschwemmt. Gleiches war mit dem daran anschließenden St.-Jürgens-Land geplant. Es stellte sich jedoch heraus, dass es wegen der Feuchtigkeit und des Sumpfes auch ohne künstliche Überflutung für Panzer nicht befahrbar war.
Verursacht durch den Luftangriff vom 22. April 1945 auf Hastedt und die damit einhergehende Zerstörung des Weserwehres, sank der Wasserspiegel an der Oberweser sehr schnell auf Normalniveau zurück, sodass die Überschwemmungen der Weserniederung nicht mehr gespeist werden konnten. Um die Überflutungen zu erhalten, schloss man mehrere Siele und Deichscharte.

#### Sonstiger Schutz
Das Hauptaugenmerk des Zivilschutzes lag auf der Brandbekämpfung und dem Schutz der Gebäude vor Trümmer- oder Bombensplittern.
Der durch den Reichsluftschutzbund verwaltete und vorangetriebene Selbstschutz war für die Bevölkerung in den Kriegsjahren zwingend vorgeschrieben.
Die Bürger organisierten sich in Haus- und Blockgemeinschaften, Revieren und Ortsgruppen. Man richtete Brandwachen ein und stellte in nahezu jeder Straße Brandmelder auf. Einige potenzielle Angriffsziele wurden auch so getarnt, dass sie aus der Luft nicht zu erkennen waren. Überall in der Stadt wurden Löschwasserteiche angelegt, sodass die Wasserversorgung der Feuerwehr zu jeder Zeit gewährleistet werden konnte.
Archive und Museen lagerten ihre wertvollen Akten und Kunstgegenstände aus, während die Bremer derweil versuchten, ihre eigenen Habseligkeiten zu retten und sie vielerorts vorsichtshalber aus den Häusern zu entfernen. Auch die berühmtesten Sehenswürdigkeiten Bremens wurden geschützt. Am Rathaus wurde die Arkade verstärkt, und die Rolandstatue auf dem Marktplatz erhielt einen Splitterschutz.
Ein wichtiger Aspekt des Schutzes zumindest eines Teils der Bevölkerung war auch die Kinderlandverschickung (KLV). Zwar sträubte sich die Bremer HJ gegen die KLV, da sie ihren Einfluss auf die Kinder schwinden sah, doch ein Führererlass vom 28. September 1940 drängte zum Handeln. Er sah vor, dass möglichst ganze Klassen verschickt werden sollten, wobei die Sechs- bis Zehnjährigen Pflegefamilien zugeteilt werden und ältere Kinder an HJ-Lagern teilnehmen sollten. Ein wichtiger Hintergedanke dabei war auch, dass die Mütter ihre Kinder nicht mehr selbst betreuen sollten und zur Fabrikarbeit eingesetzt werden konnten. Am 29. Januar 1941 verließ der erste Sonderzug mit etwa 500 Kindern Bremen. Die jeweiligen Verschickungen sollten sechs Monate dauern. Ab August 1943 wurden auch ganze Schulen verschickt, mit Ausnahme der sechsten bis achten Klassen, deren Schüler als Flakhelfer verpflichtet wurden. Bis März 1945 waren die meisten Kinder der bremischen Familien wieder in der Hansestadt.

## Gedenken
Erst gegen Ende der siebziger Jahre begannen private Initiativen in Bremen, Denkmale und Gedenksteine zur Erinnerung an die Opfer der nationalsozialistischen Diktatur zu errichten.
1978 wurde an der Aumunder Kirche eine von Ulrich Conrad gestaltete Gedenktafel befestigt, die an die Zerstörung der Aumunder Synagoge während der Novemberpogrome von 1938 erinnern soll. Für die ehemalige Hauptsynagoge entwarf Claus Homfeld eine Bronzetafel, die am 14. Juni 1992 am Haus in der Kolpingstraße vier bis sechs (Kolpinghaus) angebracht wurde. Fünf Jahre darauf, am 18. November 1997 brachte man am Eingang der Schule am Barkhof eine dritte Gedenkplatte an, zur Erinnerung an die Deportation von 440 Juden am 18. November 1941, die hier ihren Anfang nahm. Das gleiche Ereignis soll auch ein im Rasen der Neustadtswallanlagen eingelassener Gedenkstein mit der Aufschrift

„Niemals vergessen!“

anmahnen.

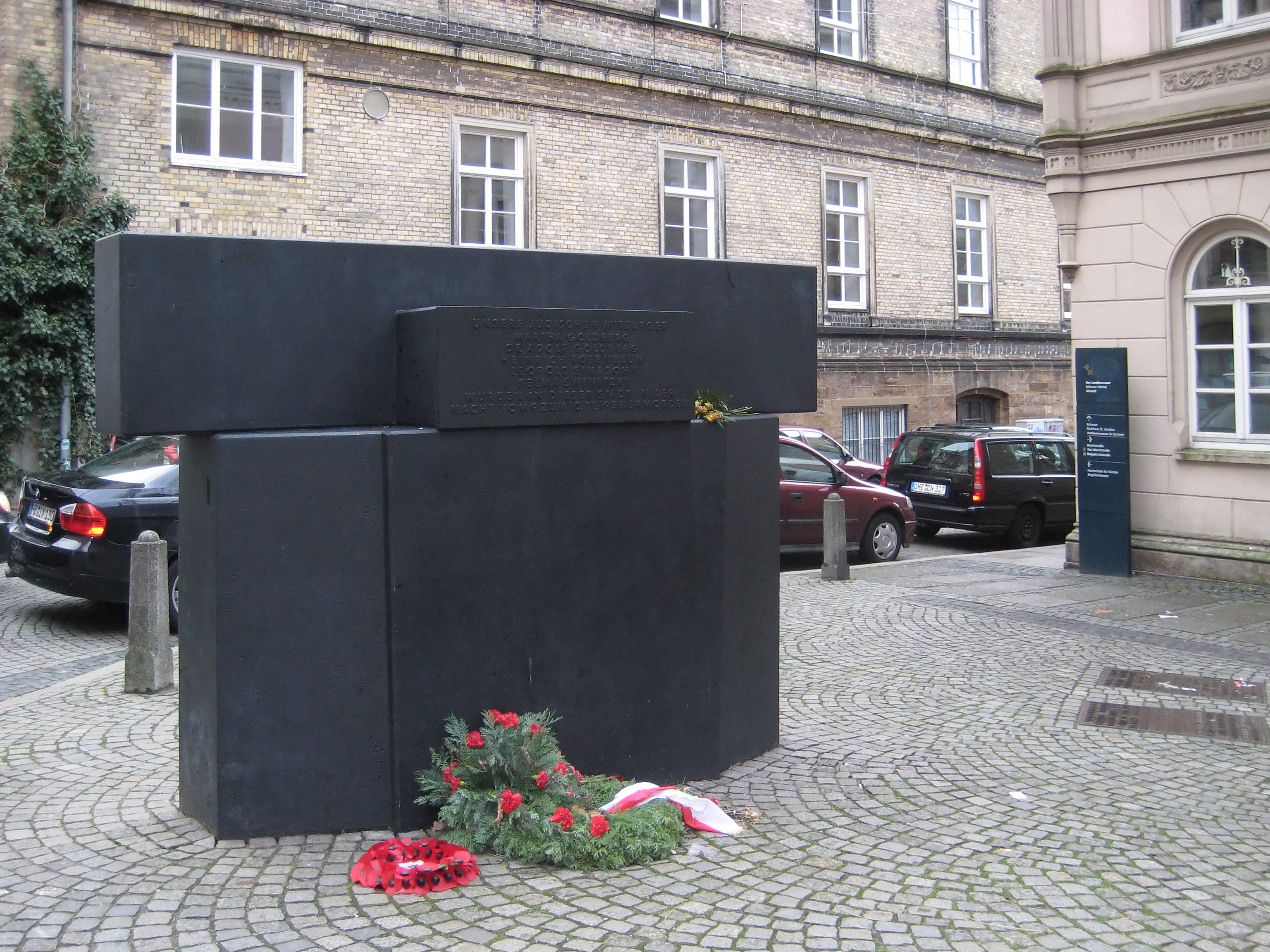
Mahnmal für die Opfer der „Reichskristallnacht“ am Landherrn-Amt im Schnoor

Das Mahnmal für die Opfer der „Reichskristallnacht“ vom 9. auf den 10. November 1938 – der sogenannten Reichspogromnacht –, bei der auch in Bremen nicht nur „Kristall“ und Schaufensterscheiben zu Bruch gingen, sondern fünf jüdische Bürger von den Nationalsozialisten ermordet wurden, steht seit 1982 in Nähe des Gebäudes Landherrn-Amt im Schnoorviertel an der Dechanatstraße/Ecke Am Landherrnamt – in Nähe der 1938 zerstörten Synagoge in der Gartenstraße (heute Kolpingstraße). Das aus schlichten schwarzen, tafelartigen Kuben gebaute Mahnmal wurde von dem Informel-Künstler Hans D. Voss entworfen und besteht aus schwarz gestrichenem Beton. Das Mahnmal trägt eine Gedenktafel mit folgender Inschrift:

„UNSERE JÜDISCHEN MITBÜRGER
MARTHA GOLDBERG
DR. ADOLF GOLDBERG
HEINRICH ROSENBLUM
LEOPOLD SINASOHN
SELMA SWINITZKI
WURDEN IN DIESER STADT IN DER
NACHT VOM 9. ZUM 10.11.1938 ERMORDET“

Auf dem Osterholzer Friedhof findet man eine Gedenktafel für KZ-Opfer und Zwangsarbeiter, die in Bremen dienen mussten. Ein besonderes Projekt sind die so genannten Stolpersteine, die auf eine Idee des Kölner Bildhauers Gunter Demnig zurückgehen. Es handelt sich um kleine Betonquader mit einer Messingtafel. Darauf sind der Name einer vom NS-Regime verfolgten und getöteten Person sowie ihre Lebensdaten eingraviert. Diese Steine sind im Fußweg vor dem Haus eingelassen, in dem die Opfer ihren letzten Wohnsitz vor ihrer Deportation hatten. Bundesweit gibt es etwa 56.816 (Stand: Januar 2020) solcher Steine, in Bremen sind es 800 (Stand: 26. April 2025).
Am 29. August 2007, dem 65. Jahrestag der Hinrichtung des durch das Sondergericht Bremen zum Tode verurteilten Walerian Wróbel, wurde der Deichweg im Werderland am südlichen Ufer der Lesum in einer Zeremonie am Lesumsperrwerk in Walerian-Wróbel-Weg umbenannt. Vor dem Strafkammersaal des Landgerichts Bremen befindet sich zudem eine Tafel, welche an alle 54 vom Sondergericht zum Tode verurteilten Personen erinnert.

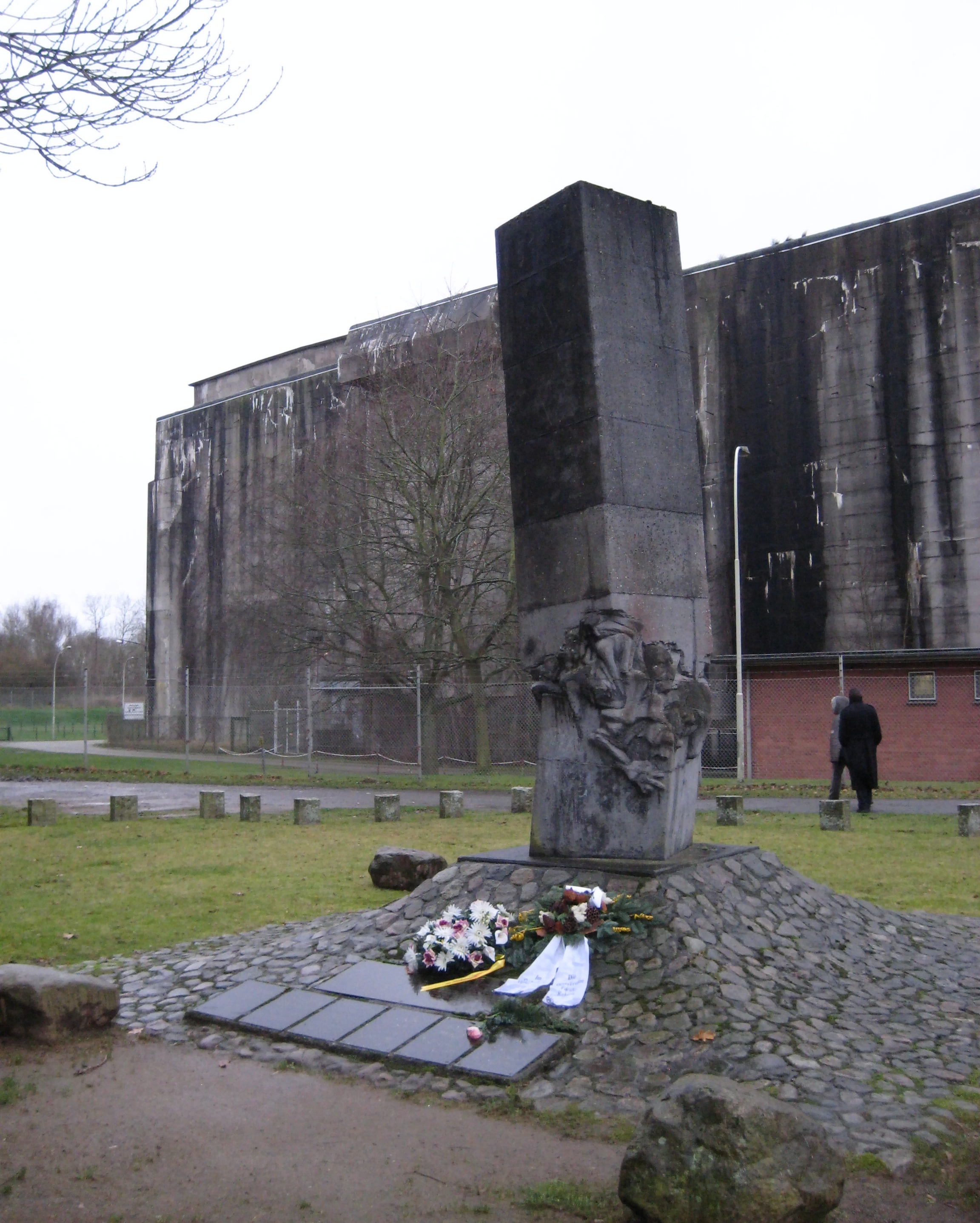
Mahnmal am U-Boot-Bunker „Valentin“ in Rekum

Auch der Zwangsarbeiter wird durch mehrere Denkmale gedacht. Am 16. September 1983 wurde am U-Boot-Bunker Valentin in Rekum ein vom Bremer Künstler Friedrich Stein geschaffenes Mahnmal mit dem Titel Vernichtung durch Arbeit eingeweiht, das an das Leiden und Sterben der Häftlinge erinnern soll, die schwere Zwangsarbeit auf der Bunkerbaustelle verrichten mussten. Für die Aufstellung des Mahnmals setzten sich verschiedene Initiativen ein, wie zum Beispiel Blumen für Farge.
Anfang 2002 markierte man den Weg, auf dem die Gefangenen des Lagers Farge täglich zur Zwangsarbeit auf der Bunkerbaustelle getrieben wurden, mit Stelen, die als Stationen für einen Geschichtslehrpfad dienen.
An das Lager Neuenland erinnert eine Gedenktafel auf dem Gelände der Stahlwerke Bremen, die dort 1984 von der Kollegengruppe der Klöckner-Hütte Bremen angebracht wurde. An das Lager in Blumenthal soll die Mahn- und Gedenkstätte Bahrsplate erinnern. Dort befindet sich seit 1985 auf einem von einem Rosengarten umgebenen Betonsockel eine Gedenktafel. Diese geht auf eine Initiative des Antifaschistischen Arbeitskreises des Gustav-Heinemann-Bürgerhauses in Bremen-Vegesack zurück. Eingerahmt wird die Tafel seit 1991 von zwei Sandsteinskulpturen des Bildhauers Paul Bichler. Ein weiteres Mahnmal erinnert an das Konzentrationslager Obernheide. Es wurde im August 1988 auf dem ehemaligen Lagergelände in Stuhr aufgestellt. Zwar befand sich das Lager außerhalb der Hansestadt, doch arbeiteten die Häftlinge innerhalb der Stadtgrenzen. In Erinnerung an das Arbeitslager im niedersächsischen Uphusen, dessen Insassen in Bremen arbeiten mussten, wurde im Sommer 1991 auf Initiative der Geschichtswerkstatt Achim e. V. am Bruchweg ein Mahnmal aufgestellt. Es trägt die Inschrift:

„Hier befand sich 1945 als Außenstelle des Konzentrationslagers Neuengamme das Zwangsarbeiterlager Uphusen mit 100 jüdischen Frauen.

Den Opfern des Faschismus zum Gedächtnis –

allen zur Mahnung.“

## Gerichtsverfahren
Von 1945 bis 1964 wurden in Bremen 113 Personen wegen NS-Verbrechen angeklagt. 62 Angeklagte wurden verurteilt, 34 freigesprochen, in 13 Fällen wurden die Verfahren durch die Gerichte eingestellt und in drei Fällen lehnten die Gerichte die Eröffnung des Hauptverfahrens ab. Vier Personen wurden wegen Mordes verurteilt und acht wegen Totschlag. Einmal erkannte das Gericht auf lebenslange Zuchthausstrafe. Acht Personen kamen durch Amnestie frei.
Das erste Verfahren von 1951 gegen SS-Sturmbannführer (Major) Otto Löblich von 1951 wurde wegen der Verjährung eingestellt; Im zweiten Verfahren wurde Löblich 1952 zu sechs Jahren Zuchthaus verurteilt wegen eines gemeinschaftlich vollendeten Totschlags und zweier gemeinschaftlicher Totschlagsversuche. SS-Männer unter Anführung von Löblich hatten am 1. März 1933 auf Reichsbannermitglieder geschossen und dabei zwei verletzt und einen getötet.
Im Verfahren von 1947 gegen die Brüder Behring wegen der Ermordung von Heinrich Rosenboom bei den Novemberpogromen 1938 forderte der Staatsanwalt eine lebenslängliche Strafe. Das Gericht verurteilte die Angeklagten zu sechs beziehungsweise acht Jahren Zuchthaus mit der Begründung, die Täter hätten den Tötungsbefehl aus einer inneren „Erstarrung und Versteinerung“ vollzogen. Das Urteil führte zu heftigen öffentlichen Protesten – sie gipfelten in einem einzigartigen Generalstreik gegen ein Unrechtsurteil, zu einer kontroversen Diskussion in der Bremischen Bürgerschaft und zu einer Kundgebung auf dem Domshof. Das Oberlandesgericht hob das Urteil auf. 1948 wurden die Brüder wegen Totschlags zu acht beziehungsweise zwölf Jahren Haft verurteilt. 1951 wurden die Brüder begnadigt.
1948 erhielten zwei Angeklagte wegen der Brandstiftung an der Synagoge in Geestemünde und der Plünderung von Geschäften Haftstrafen von fünf beziehungsweise sechs Jahren. 1953 wurden drei Angeklagte wegen Mordes und versuchten Mordes an Juden im KZ Golleschau zu Haftstrafen zwischen Lebenslänglich und sechs Jahren verurteilt.
SS-Obersturmführer (Oberleutnant) Fritz Hildebrand, Judensachbearbeiter im Lemberger SS-Stab, wurde 1953 wegen Beihilfe an vier Morden in Lemberg beim Massenmord in Lemberg 1941 zu acht Jahren Zuchthaus verurteilt. Ein weiterer Prozess wurde gegen ihn mit neuem Belastungsmaterial aus der Zeit 1943/44 geführt. Er wurde im Mai 1967 zu einer lebenslänglichen Strafe verurteilt.
Bei den Novemberpogromen 1938 wurde das Ehepaar Adolph Goldberg und Martha Goldberg sowie Leopold Sinasohn ermordet. Der befehlende SA-Oberscharführer (Unterfeldwebel) Fritz Köster wurde 1948 zu lebenslangem und im Revisionsverfahren zu 15 Jahren Zuchthaus verurteilt, der Täter SA-Oberscharführer August Frühling zu zehn Jahren Zuchthaus. Acht weitere Täter erhielten Strafen von zwei bis 15 Jahren Zuchthaus; zwei weitere Urteile wurden bei der Revision auf vier Jahre gemildert. Frühling wurde 1951 und Köster 1953 aus der Haft entlassen.

## Bremer und Bremerhavener im Widerstand
(Alphabetisch geordnete Liste bekannter Widerstandskämpfer)
- Hermine Berthold (1896–1990), Arbeiterin, Politikerin (SPD) und Mitglied der Bremer Bürgerschaft von 1930 bis 1933 und von 1946 bis 1959.
- Gustav Böhrnsen (1914–1998), Politiker der KPD, SDAP und SPD, SPD-Mitglied der Bürgerschaft
- Hermann Böse (1870–1943), Musiklehrer und Dirigent
- Hermann Cornelius (1898–1945), KPD-Mitglied
- Willy Dehnkamp (1903–1985), Reichsbanner
- Leo Drabent (1899–1944), KPD-Mitglied
- Adolf Ehlers (1898–1978), Politiker der KPD, SDAP und SPD, SPD-Mitglied der Bürgerschaft, Bremer Senator und Bürgermeister
- Hans Hackmack (1900–1970), Journalist und Zeitungsverleger, SPD-Mitglied in der Bremer Bürgerschaft
- Albert Häusler (1899–1977), KPD-, DKP-, VVN-Mitglied, KPD-Mitglied der Bürgerschaft und Senator von Bremen
- Willy Hundertmark (1907–2002), VVN-, KPD- und DKP-Mitglied
- Rolf Kluth (1914–1993), Bibliotheksdirektor
- Hannes Koschnick († 1944), KPD- und RGI-Funktionär
- Hans Meier (Widerstandskämpfer) (1914–2000), Redakteur und Schriftsteller, Mitglied der KPD und DKP
- Hans Meyer (1913–?), Politiker der KPD, KPD-Mitglied der Bürgerschaft
- Heinz Meyer (1897–1959), Politiker der SPD, SPD-Mitglied im Deutschen Bundestag
- Wilhelm Meyer-Buer (1911–1997), Politiker der KPD, KPD-Mitglied der Bürgerschaft
- Hans Neumann (1908–1944), KPD-Mitglied
- Käthe Popall (1907–1984), Politikerin der KPD, Mitglied im Bremer Senat.
- Folkert Potrykus (1900–1971), Politiker der KPD, Mitglied der Bremerhavener Stadtverordnetenversammlung
- Gertrud Staewen (1894–1987), evangelische Fürsorgerin, Mitglied der Bekennenden Kirche, SPD-Mitglied
- Franz Stapelfeldt (1877–1954), Direktor der Großwerft AG Weser und Vorstandsvorsitzender der DeSchiMAG, hatte schon früh Kontakte zur Widerstandsgruppe um Carl Friedrich Goerdeler (daher Gestapohaft von Oktober 1944 bis März 1945) – aufgrund seiner führenden Rolle im Aufbau Bremens zu einem Rüstungszentrum des NS-Staats (NSDAP-Mitglied seit 1936, Wehrwirtschaftsführer ab 1940) ist seine Bewertung in Bremen umstritten
- Anna Stiegler (1881–1963), Politikerin der SPD, Mitglied und Vizepräsidentin der Bürgerschaft
- Hermann Wolters (1910–1974), Politiker (KPD/SPD) und Senator